# Abbatiale de Saint-Riquier
L'Abbatiale de Saint-Riquier qui est l'église principale de l'abbaye ne doit pas être confondue avec l'Abbaye de Saint-Riquier
L'église abbatiale de Saint-Riquier est un édifice religieux majeur de la Picardie. Elle constitue avec la collégiale Saint-Vulfran d'Abbeville et la chapelle du Saint-Esprit de Rue l'un des plus complets spécimens de l'art gothique flamboyant en Picardie maritime. Faisant partie d'un ensemble monumental plus vaste, l'abbatiale est classée au titre des monuments historiques dès 1840. D'autres classements suivent en 1960 et 1965 pour des éléments annexes à l'abbatiale.

## Histoire
De l'abbaye fondé par Riquier de Centule au VIIe siècle il ne reste rien de visible aujourd'hui.
Des trois églises construites, sous le règne de Charlemagne, par l'abbé Angilbert, ne subsistent que deux gravures reproduites au XVIIe siècle, d'après le manuscrit de la Chronique de l'abbaye de Saint-Riquier d'Hariulf.

Plan de l'abbatiale carolingienne

### Une église gothique
Après l'incendie de l'abbaye de Saint-Riquier par le comte de Saint-Pol, Hugues III de Campdavaine en 1131, la reconstruction de l'abbatiale fut entreprise par l'abbé Gilles de Machemont (1257-1292). Malheureusement, en 1421, le duc de Bourgogne, Philippe le Bon fit le siège de Saint-Riquier dont l'abbaye et l'abbatiale eurent à souffrir. En 1475, Louis XI se vengea cruellement du ralliement des habitants aux Bourguignons, l'église abbatiale et l'abbaye furent pillées et incendiées. Sous les abbatiats de Pierre Le Prestre, Eustache Le Quieux et Thibault de Bayencourt, les travaux de redressement furent entrepris mais, mis à mal par l'incendie du 5 août 1487, ils reprirent sous la conduite du maître-maçon Nicolas Léveillé en 1503. La salle du trésor, les chapelles absidiales, la chapelle de la Vierge, les voûtes de la nef, des bas-côtés et du transept furent reconstruites. Des stalles furent réalisées par trois habiles huchiers qui s'illustrèrent également à la cathédrale d'Amiens.

### Destruction et reconstruction desXVIeetXVIIesiècles
En 1554, un nouveau malheur s’abattit sur l'abbaye et l'abbatiale, le fils de Charles Quint, le futur Philippe II, incendia l'abbaye. Peu de temps après, les voûtes de la nef calcinées s'écroulèrent détruisant les tombeaux des abbés reconstructeurs. L'église resta ainsi ruinée pendant près d'un siècle. C'est l'abbé commendataire Charles d'Aligre fils du chancelier Etienne d'Aligre qui, faisant adopter par les moines la réforme de la Congrégation de Saint-Maur, redressa l'abbaye et l'église-abbatiale en reconstruisant les voûtes dans le style gothique original et en la dotant d'un riche mobilier et de tableaux que l'on peut toujours voir aujourd'hui. Au XVIIIe siècle, l'abbatiale fut dotée d'un orgue.

### Les restaurations desXIXeetXXesiècles
Pendant le XIXe siècle, l'abbatiale connut de nombreux travaux de restauration dus aux architectes, François-Auguste Cheussey, Daniel Ramée, Pierre Verdier, Natalis Daullé, Edmond Duthoit...
En juin 1989, à la suite de fouilles effectuées sur le parvis de l'abbatiale, des ossements humains furent mis au jour. On supposa que c'était ceux de Nithard, petit-fils de Charlemagne, abbé laïc de Saint-Riquier au IXe siècle. Après des études scientifiques au laboratoire Pierre Süe du C.E.A. et du CNRS de Saclay, les ossements furent stockés dans les greniers de l'abbaye. Redécouverts en 2011, ils ont été confiés au Centre archéologique départemental de Ribemont-sur-Ancre puis restitués à la commune de Saint-Riquier et exposés dans l'abbatiale le 9 mars 2012. Les études scientifiques menées sur ces ossement ont cependant révélé que ce n'étaient pas ceux de Nithard.

## Architecture et décoration
L’abbatiale de Saint-Riquier est un édifice gothique aux vastes dimensions construit selon un plan basilical. Sa longueur intérieure est de 96,60 m, la largeur de la nef de 13 m, celle des bas-côtés de 10,40 m. Les voûtes de la nef s'élèvent à 24,60 m sous clef. La hauteur de la tour est de 48,80 m. L’église a été édifiée pour une large part dans la seconde moitié du XIIIe siècle mais les destructions successives ont amené une rénovation générale aux XVIe et XVIIe siècles, ce qui fait que la décoration de la façade et d’une grande partie de l’intérieur est en style gothique flamboyant.

### Façade occidentale
Elle est composée de trois portails très richement décorés. Les sculptures ont cependant subi les outrages de l’érosion éolienne et pluviale et des destructions de la période révolutionnaire. Cette façade est surmontée d’un clocher carré flanqué de deux tourelles hexagonales qui abritent des escaliers.
Le tympan du portail central, le plus majestueux, est décoré avec profusion. On y distingue un Arbre de Jessé avec Jessé dormant dans un fauteuil, au sommet se trouve la Vierge Marie avec l’Enfant Jésus dans les bras. Au-dessus sont sculptées les trois personnes de la Trinité avec de part et d’autre les deux abbés Eustache Le Quieux et Thibault de Bayencourt. De chaque côté, les statues de dix apôtres sur deux registres, on identifie seulement Pierre, Jacques le Majeur, Jean, André et Mathieu. Au sommet du grand gâble est sculpté le Couronnement de la Vierge. En haut du clocher, Saint Michel avec à sa droite Adam et Ève et à sa gauche Moïse et Élie.
Le tympan du portail nord est décoré de sculptures, un homme et une femme en costume luxueux, Saint Gilles...
Le tympan du portail sud est décoré de sculptures se rapportant à l’histoire de la Vierge Marie, on y voit Anne et Joachim, la nativité de Marie, l’Annonciation, la Nativité, l’Adoration des Mages. On distingue également une statue de Sainte Geneviève tenant un cierge.
Les vantaux des portes sculptés datent du XVIIe siècle.

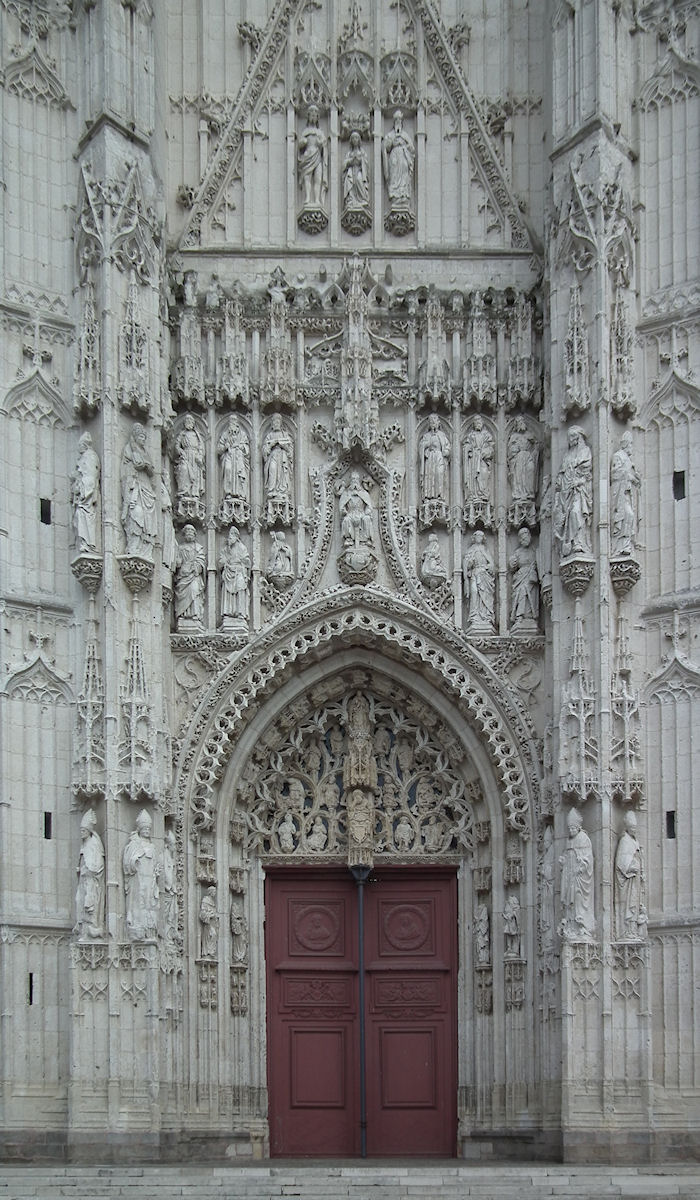
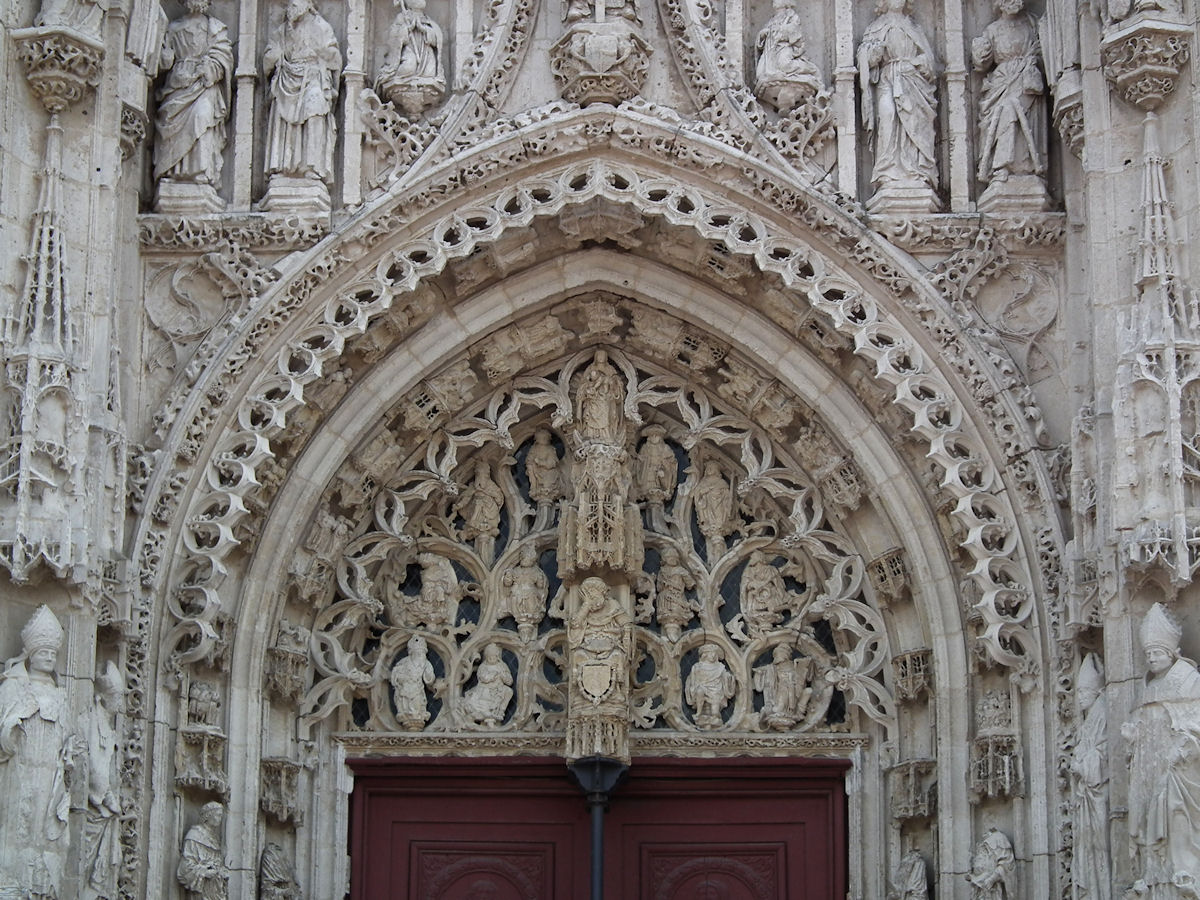
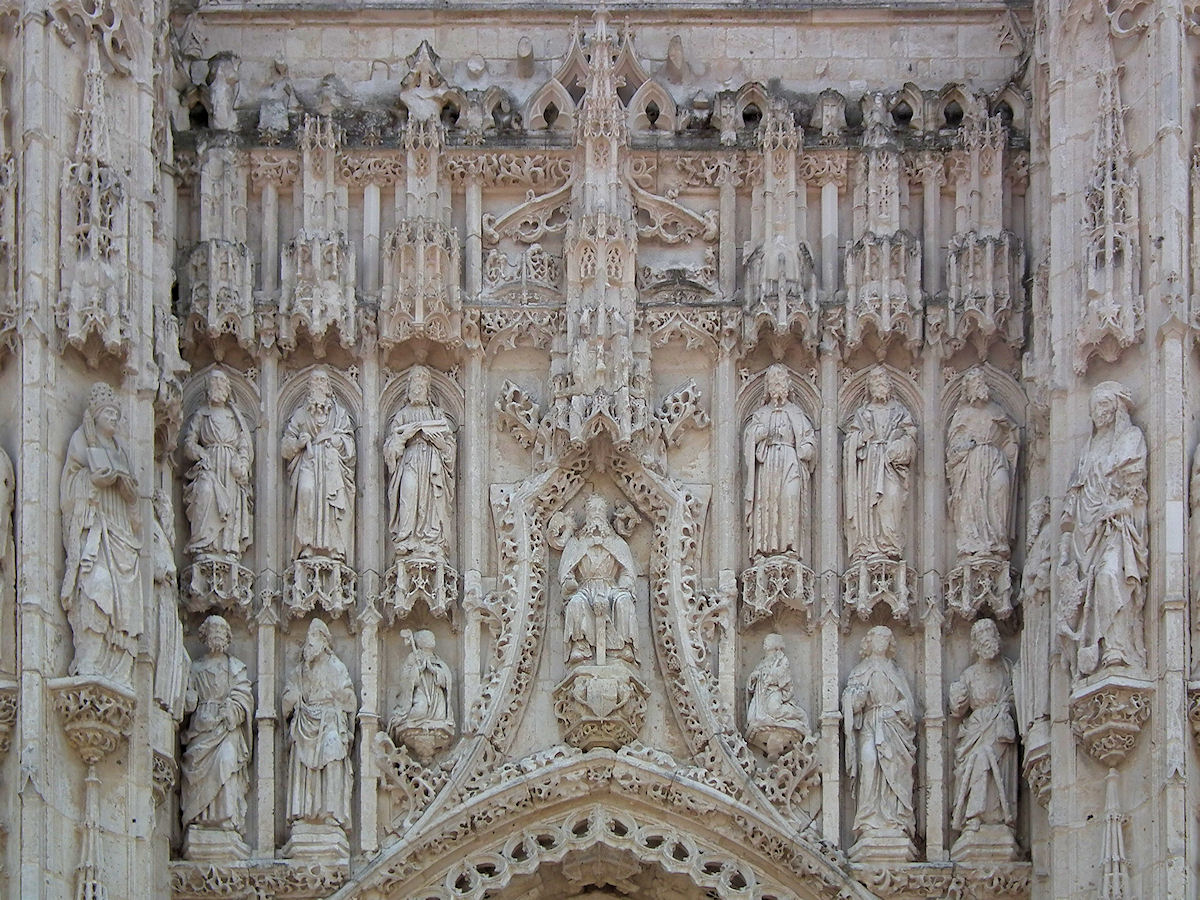
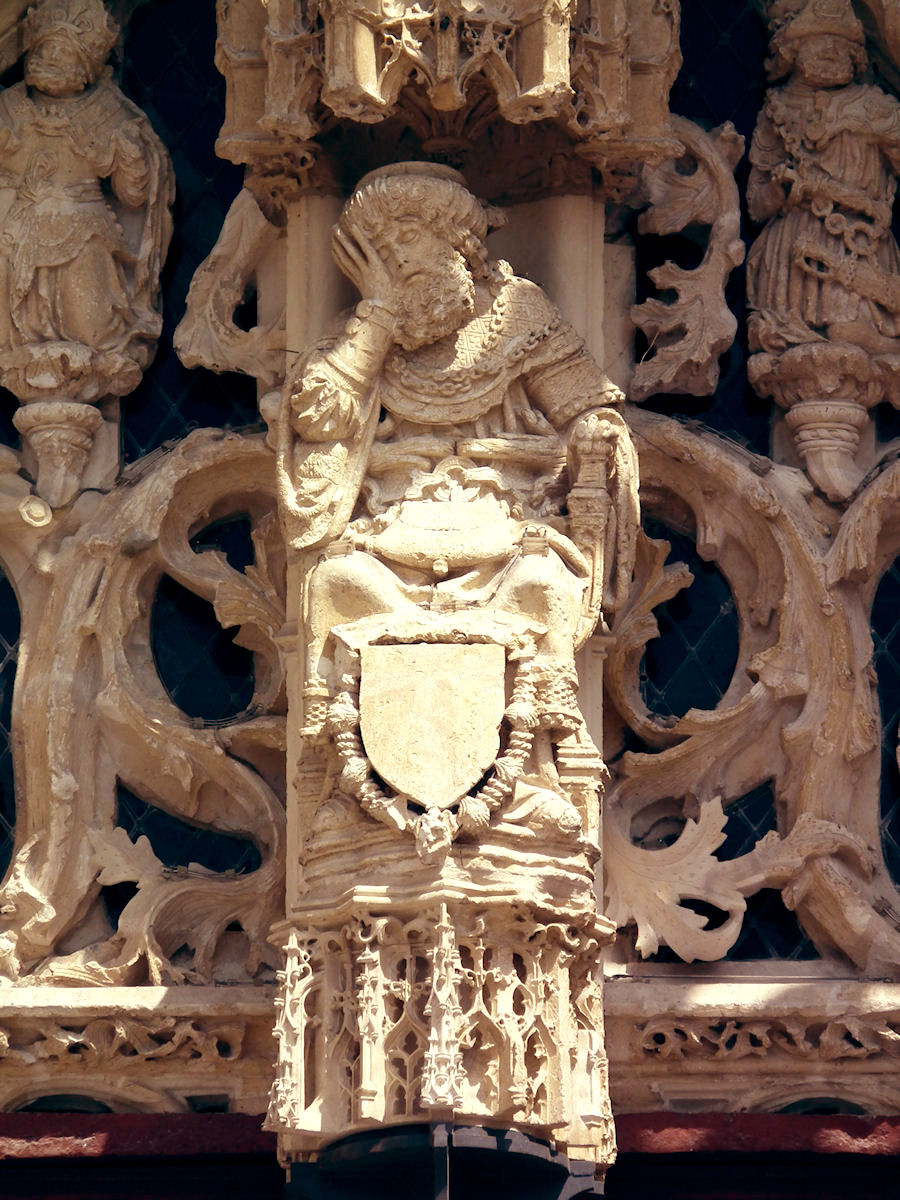
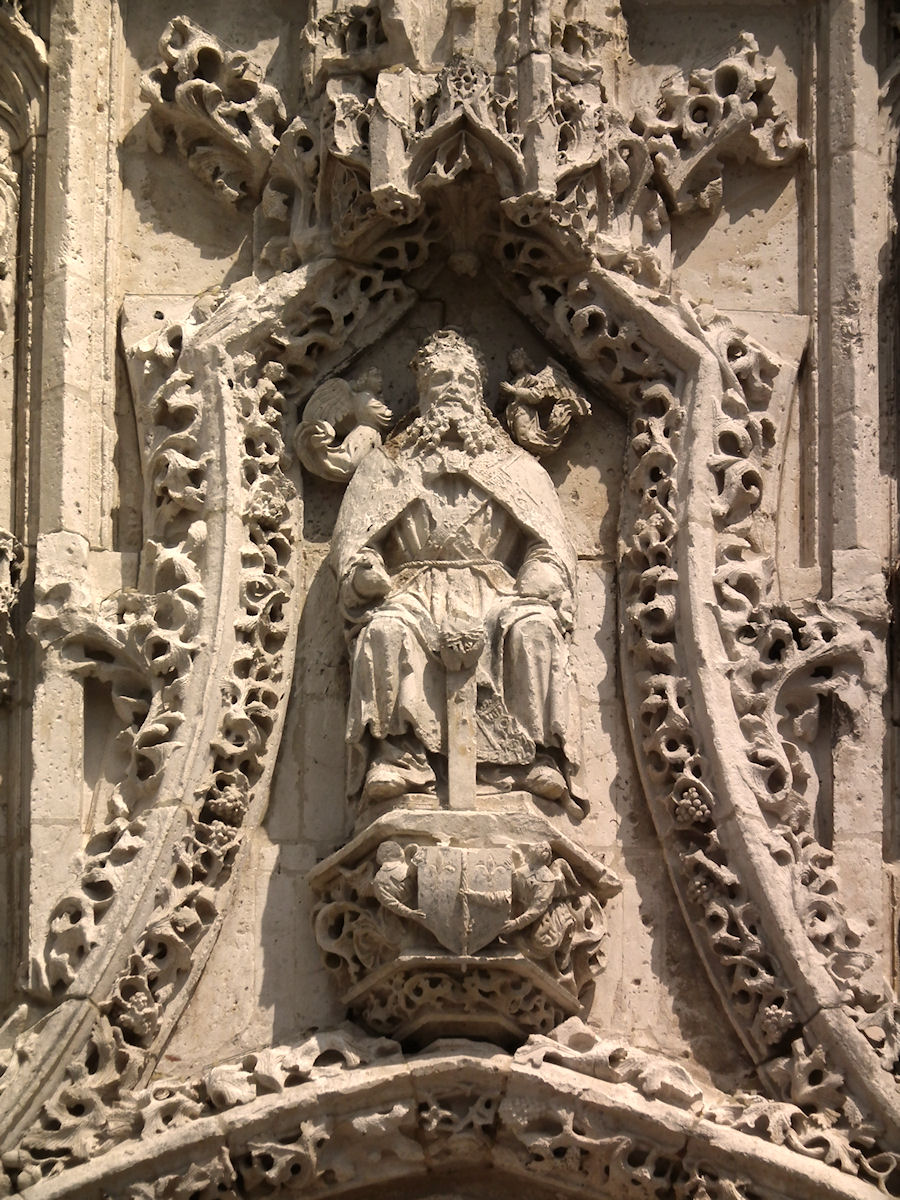
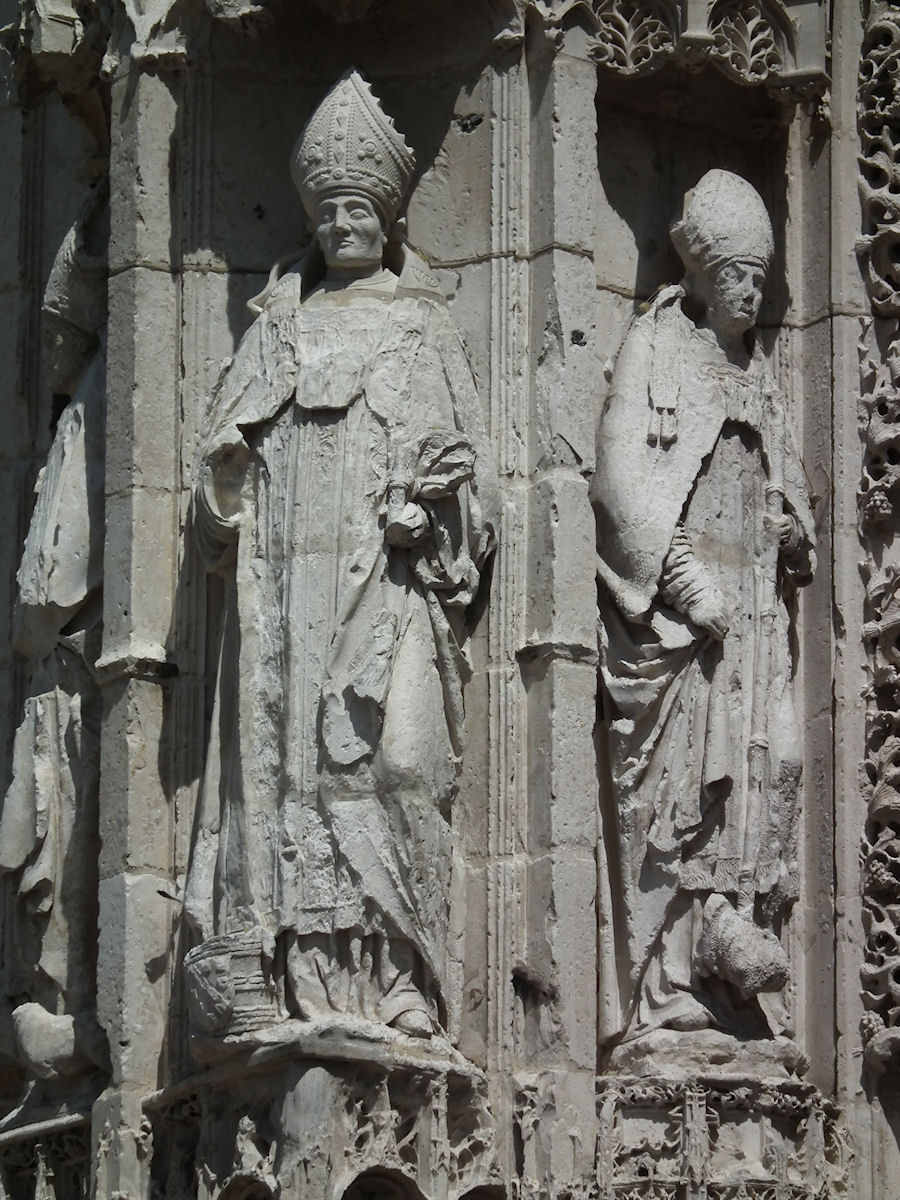
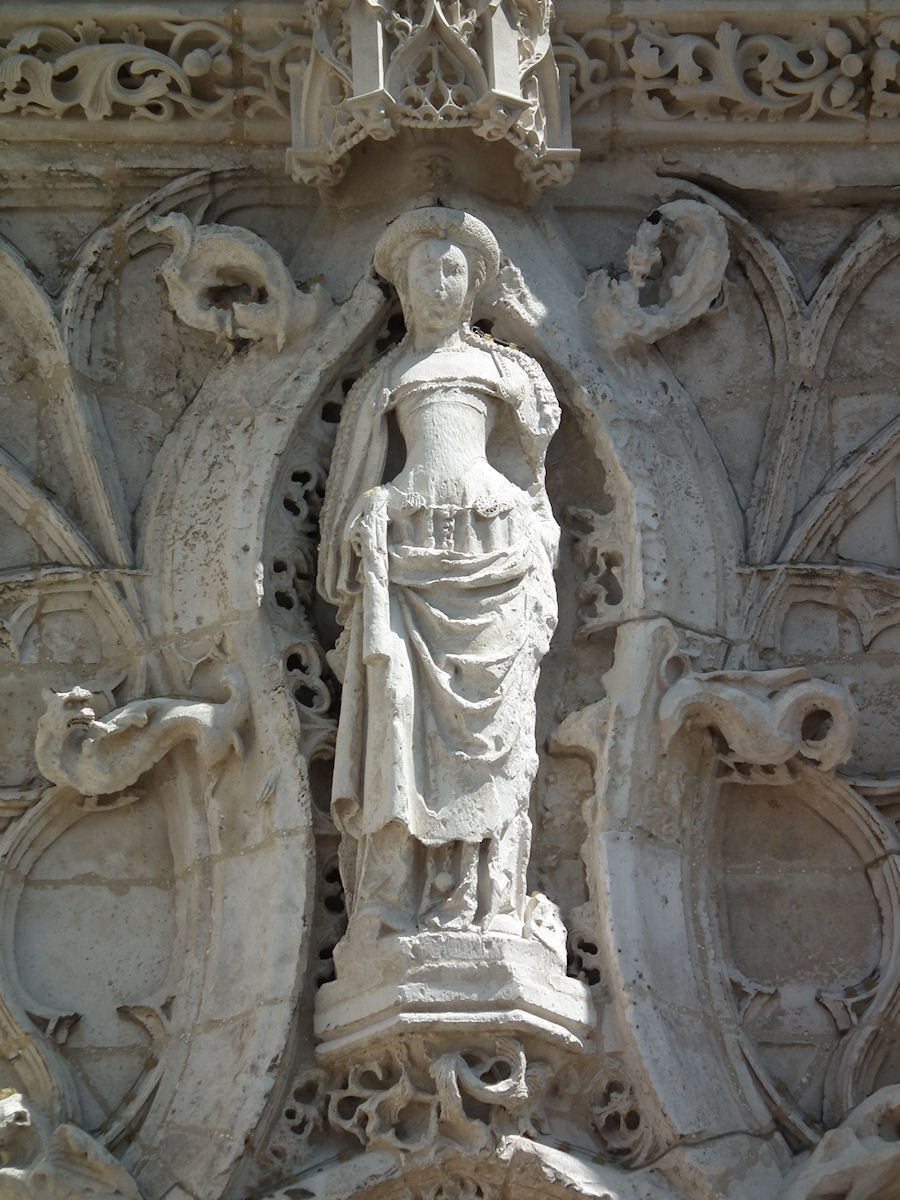

### Nef
La nef de type basilical est composée de trois vaisseaux, la nef centrale et de part et d'autre un bas-côté. Elle est formée de six travées dont une sous le clocher. Sa construction débuta dans la seconde moitié du XIIIe siècle sous l'abbatiat de Gilles de Marchemont et son style architectural est le gothique. La nef fut remaniée au XVe siècle après les dévastations dues à la guerre de Cent Ans.
Deux statues majestueuses encadrent l’entrée principale sous la tribune d’orgue : saint Christophe traversant un torrent d’un côté et saint Jacques le Majeur de l’autre.

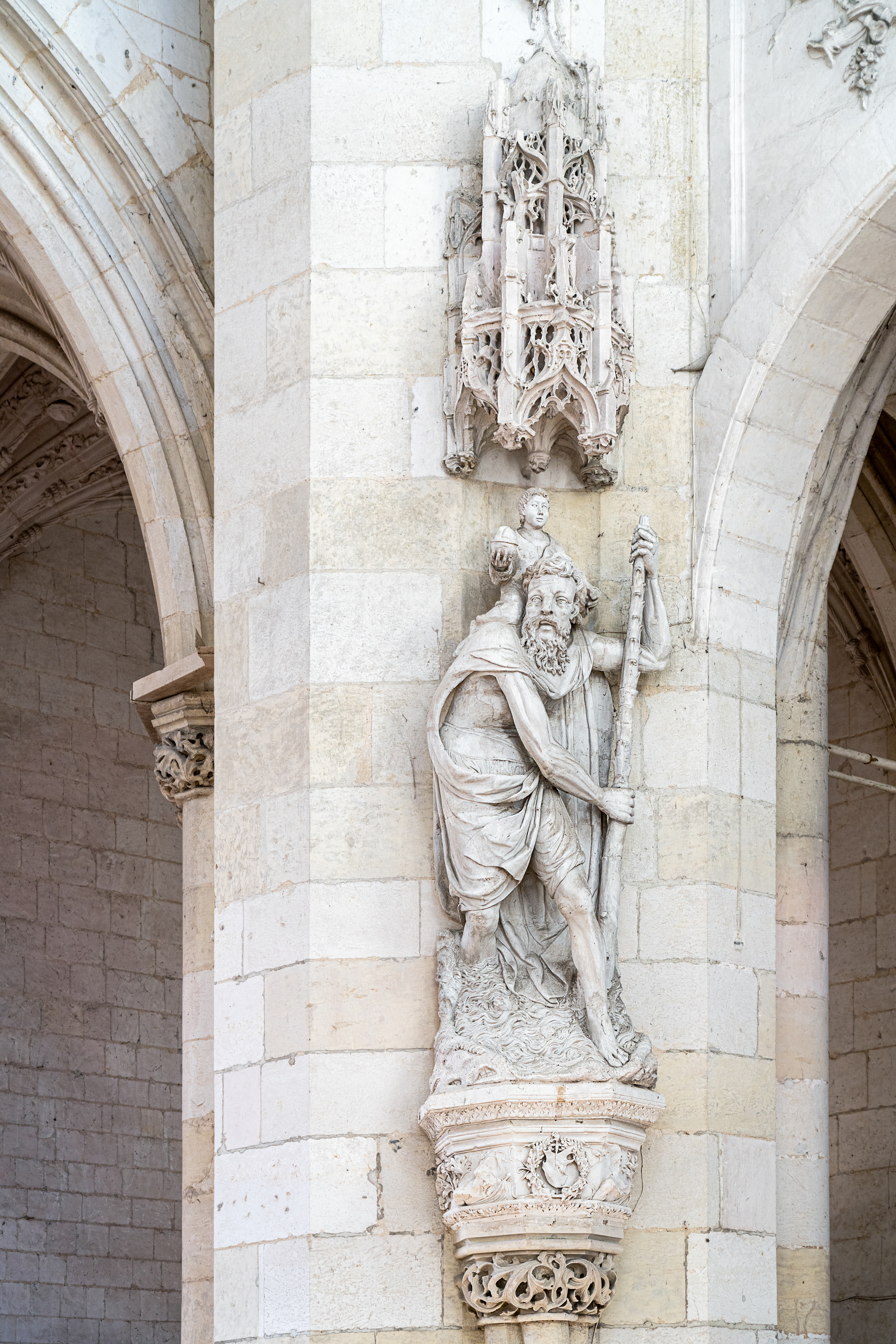
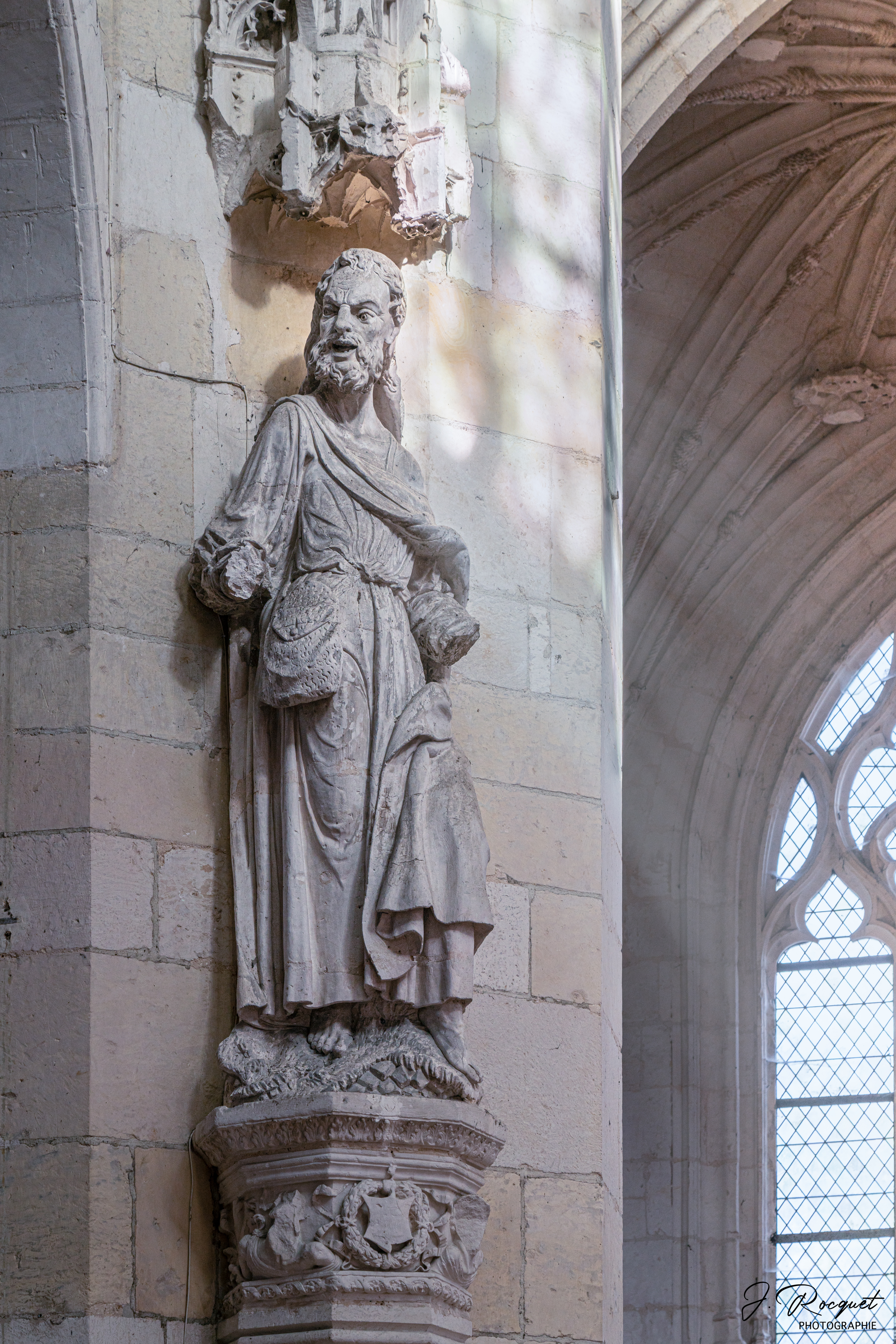

La nef s'élève sur deux niveaux d'arcades et de baies hautes. Une corniche décorée de feuillage séparent les deux niveaux. Les colonnes sont formées d'un pilier cylindrique flanqué de quatre colonnettes engagées.
Les voûtes reposent sur des piliers cylindriques avec quatre colonnes engagées. La décoration des nervures, des clefs de voûte et des chapiteaux est faite d’une profusion de feuillage enroulé où l’on distingue, varech, feuilles d’érable, de vigne, de houblon, de chêne, de chardon etc.

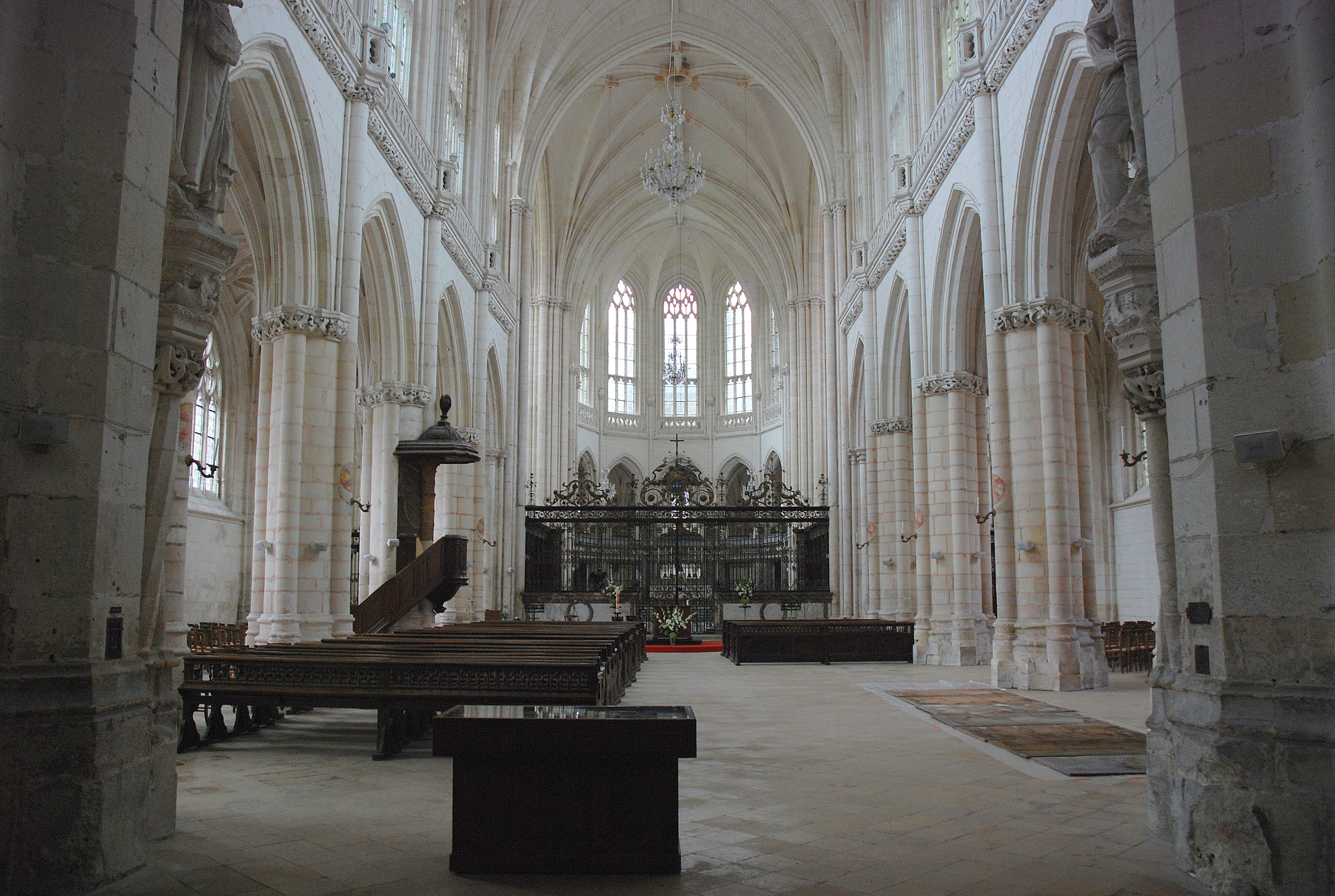
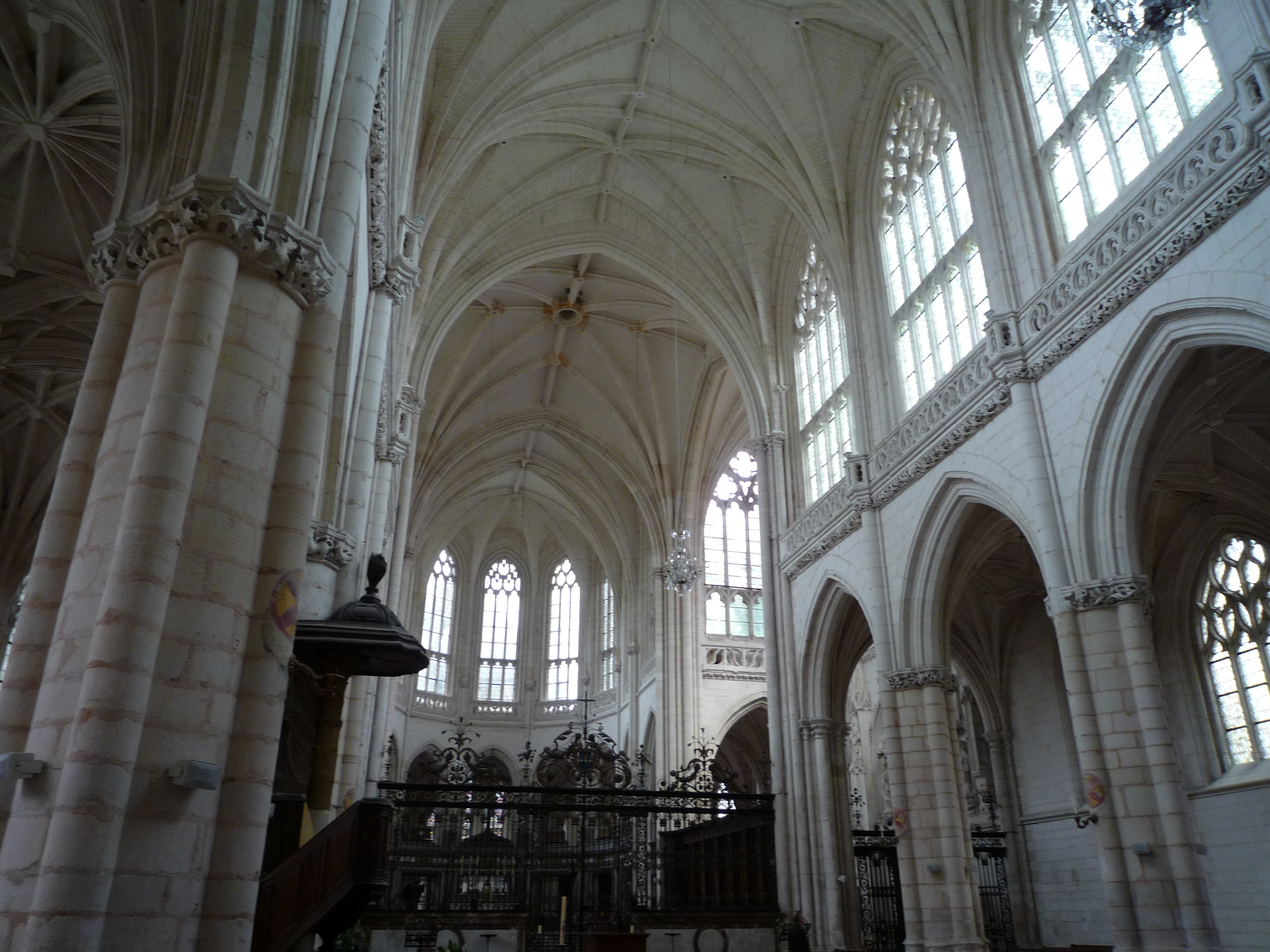
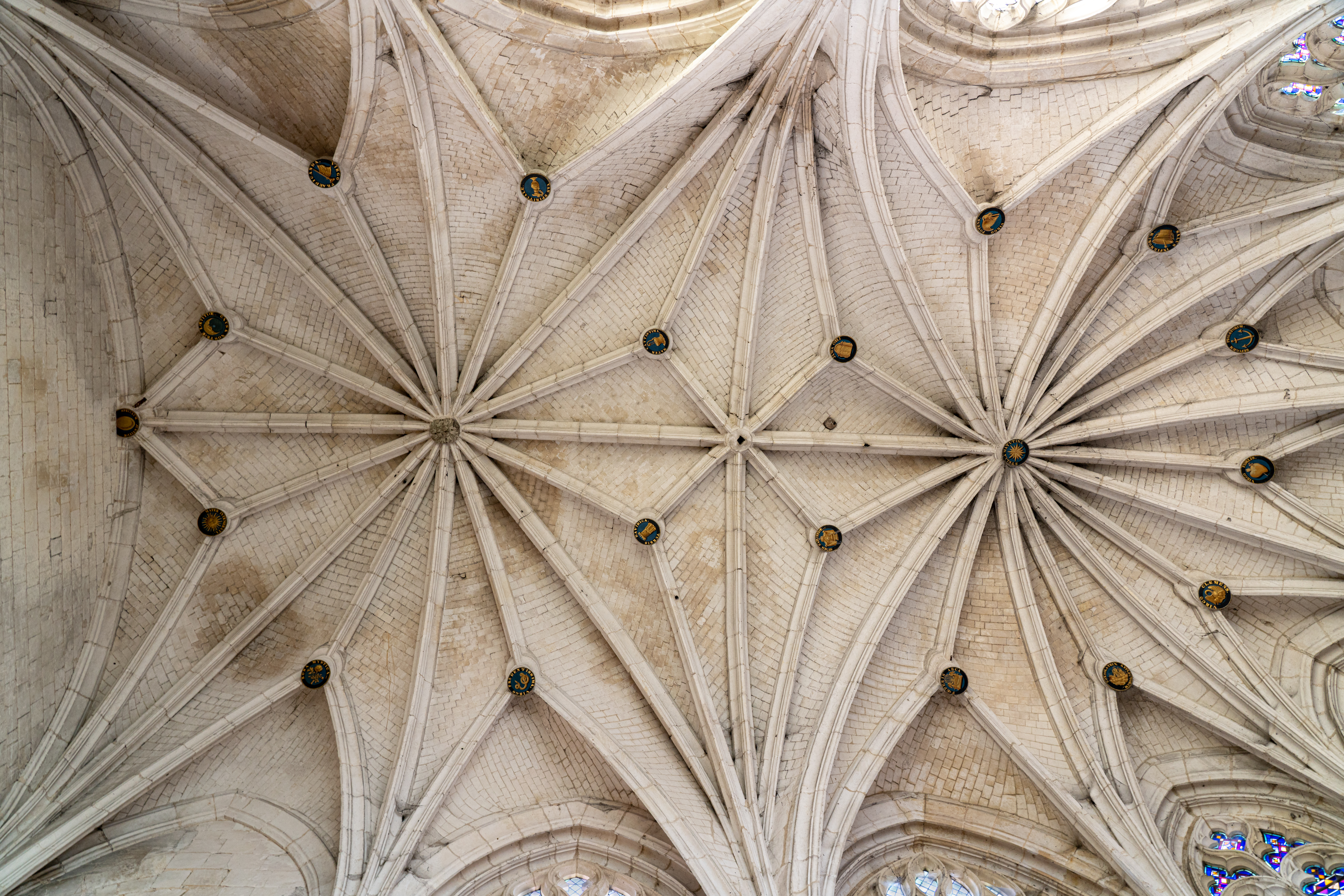
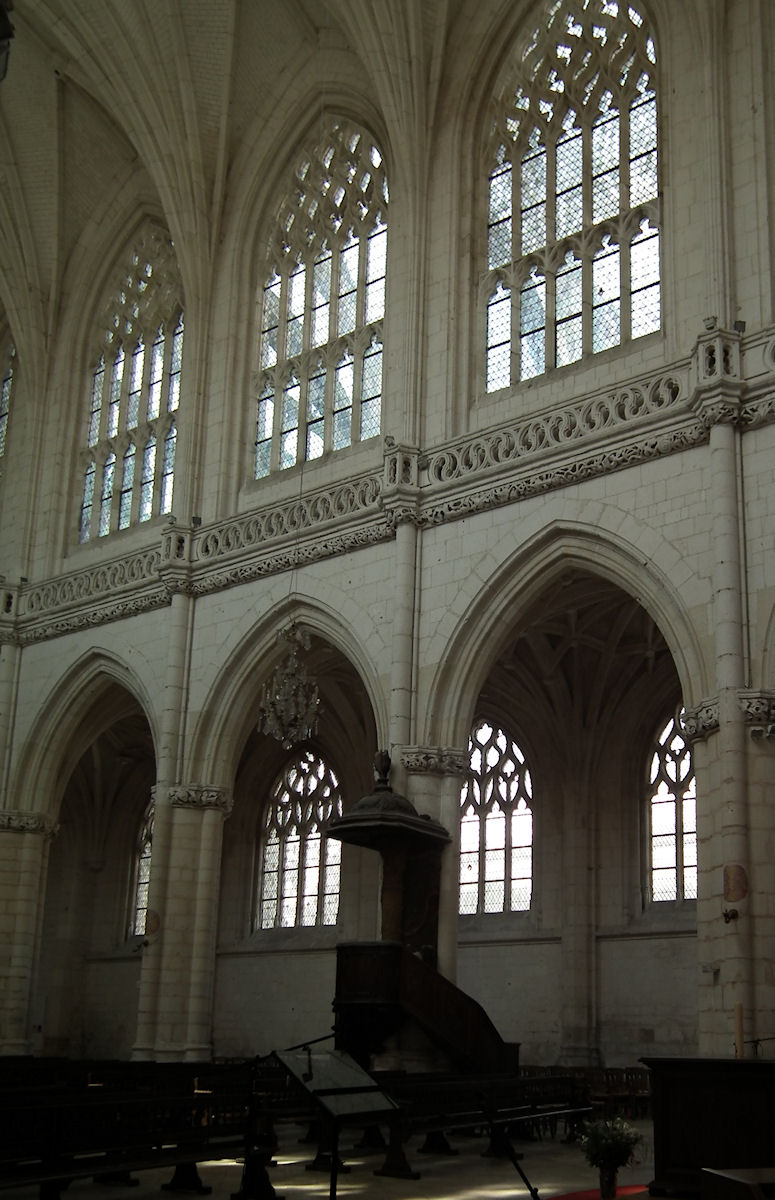
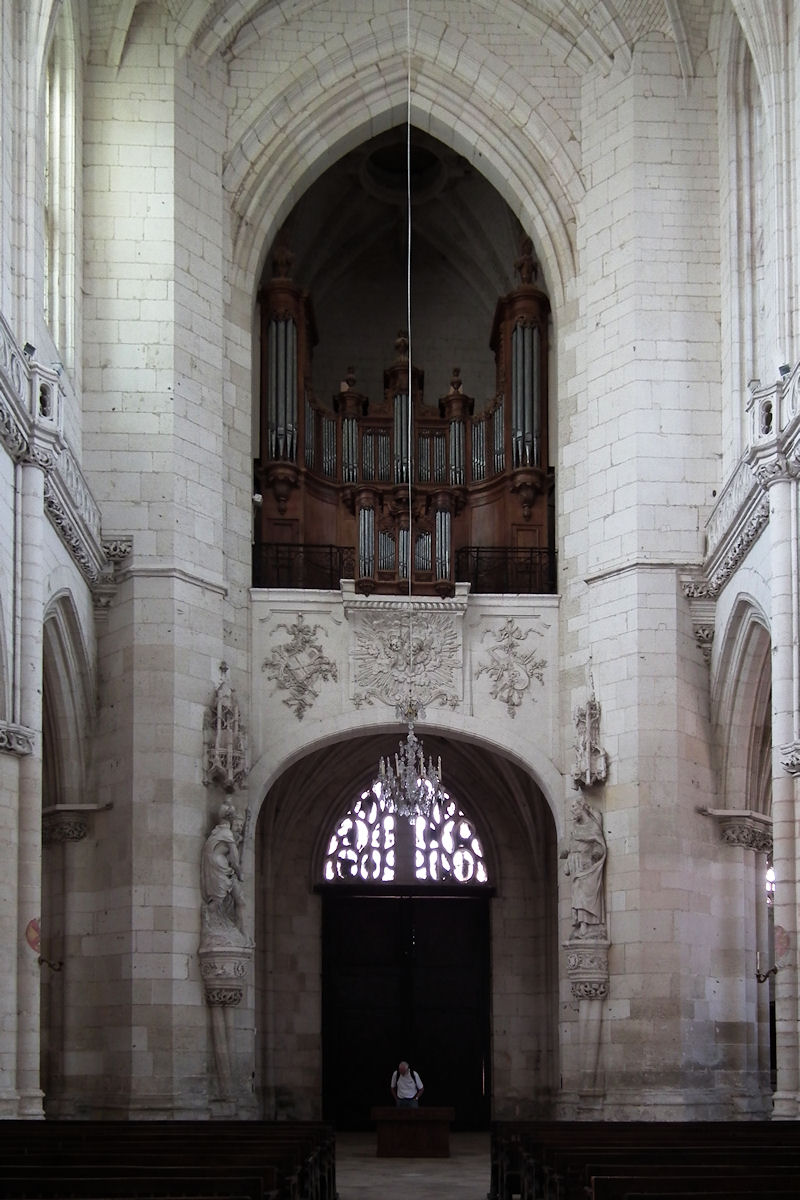
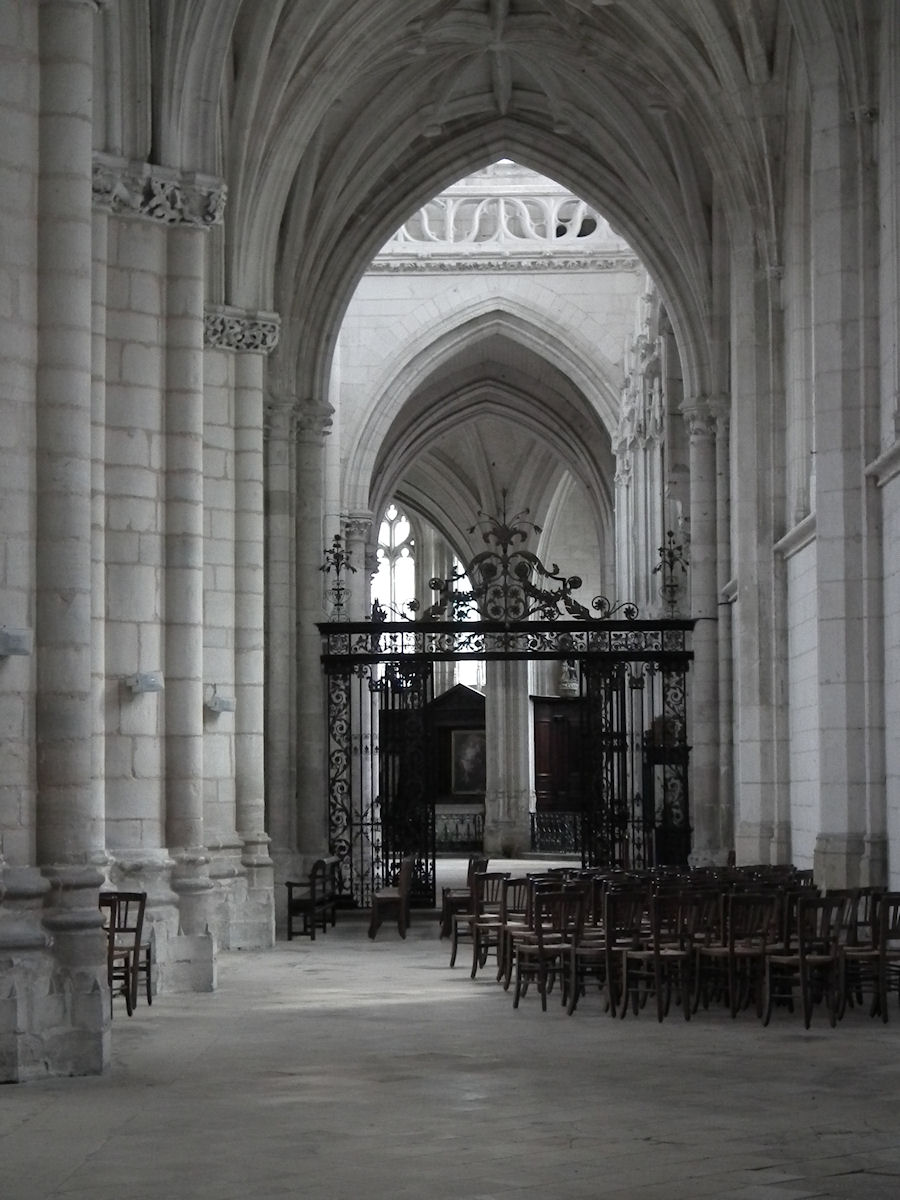

### Bas-côtés
Les bas-côtés sont ornés de clefs de voûte pendantes sculptées. On remarque également les fonts baptismaux et les châsses de Saint Mauguille et de Saint Vigor en bois doré et sculpté.

### Les orgues

#### Histoire de l'instrument

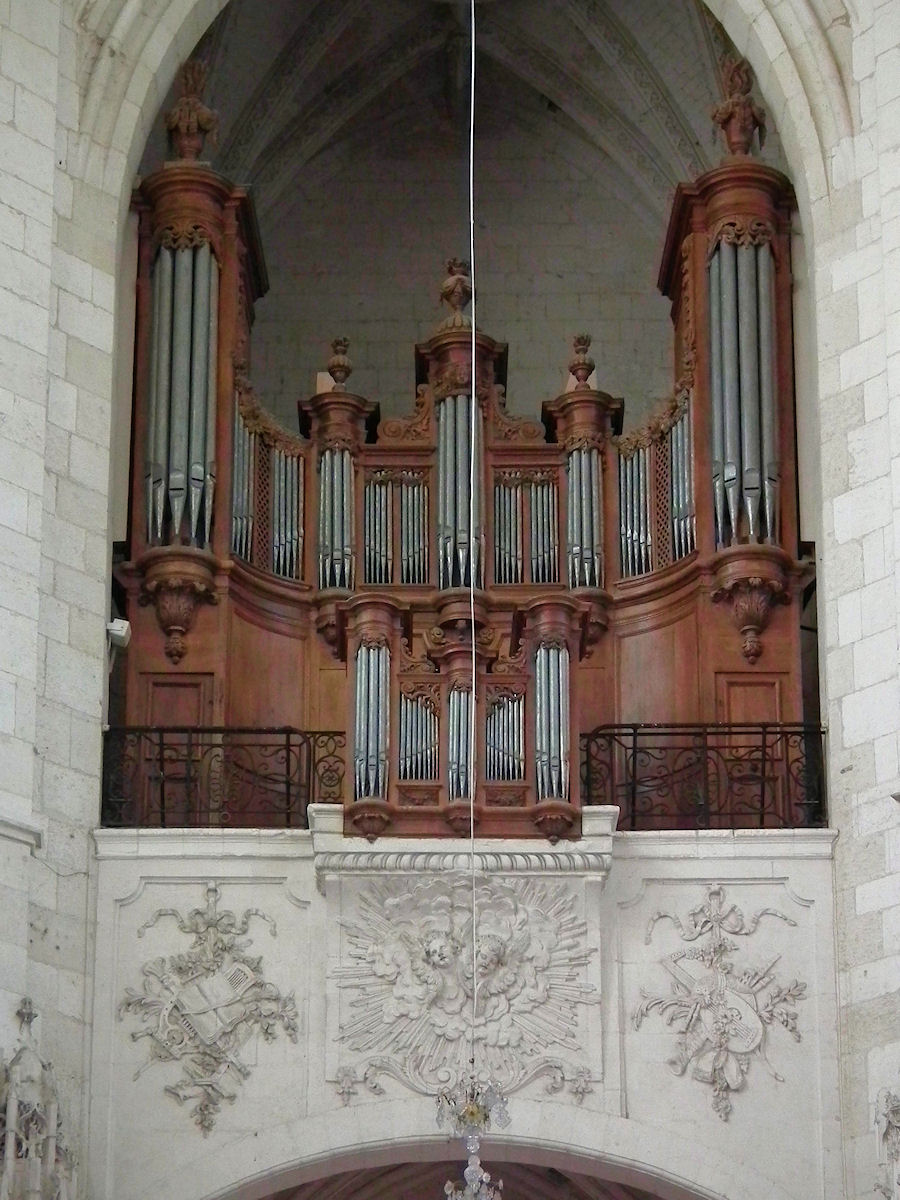

L'orgue de Saint-Riquier provient de l'abbaye des Prémontrés de Chartreuve (Aisne) et a été installé sous le clocher de l'abbatiale en 1731. Le remontage de l'instrument a été assuré par le facteur Louis Labour qui effectua des travaux en 1748.
Un relevage complet de l'orgue par les frères basiliens fut réalisé en 1854. À la fin du XIXe siècle, Salomon van Bever, facteur d'orgues amiénois, effectua des modifications.
De 2001 à 2005, le facteur d'orgue Laurent Plet, de Troyes exécuta une restauration permettant un retour à l'état, d'origine, de 1852 pour la registration.
L'instrument comporte 30 jeux répartis sur trois claviers et un pédalier.

### Transept
Il est séparé de la nef par une grille du XVIIe siècle exécutée sous l’abbatiat de Charles d’Aligre. Les voûtes d’ogives sont à liernes et tiercerons avec clefs sculptées de feuillage. Le cordon au-dessus des arcades est composé d’une guirlande de rose de Provins. La balustrade posée sur un larmier décoré de minuscules têtes d’hommes et d’animaux est de style flamboyant.

### Chœur
Cette partie de l’édifice date du XIIIe siècle. Le chœur a gardé 68 stalles du XVIIe siècle en chêne sculpté représentant Charlemagne et Angilbert relevant le monastère en ruine.
Offert par l'abbé Charles d'Aligre, au XVIIe siècle, le maître-autel à la romaine est composé de trois panneaux de marbre blanc sculptés de fleurs et de tête de chérubins séparés par deux autres panneaux en mosaïque de Florence ; il est classé monument historique au titre d'objet depuis le 25 juillet 1907. La pierre d’autel est une dalle grise de 3 m sur 0,68 m. L’autel est garni de six chandeliers de cuivre argenté et ciselé aux chiffres de l’abbé d’Aligre. Une lampe de chœur en argent ciselé du XVIIe siècle est suspendue devant l'autel. Les chandeliers et la lampe sont classés monuments historiques au titre d'objet depuis le 21 mars 1904.
On peut également voir, dans le chœur, un lutrin monumental en marbre décoré de petits génies de bronze et un grand Christ en bois dû à Girardon au-dessus du maître-autel, et l’ancienne chaire abbatiale en chêne sculpté aux armes de l’abbaye.

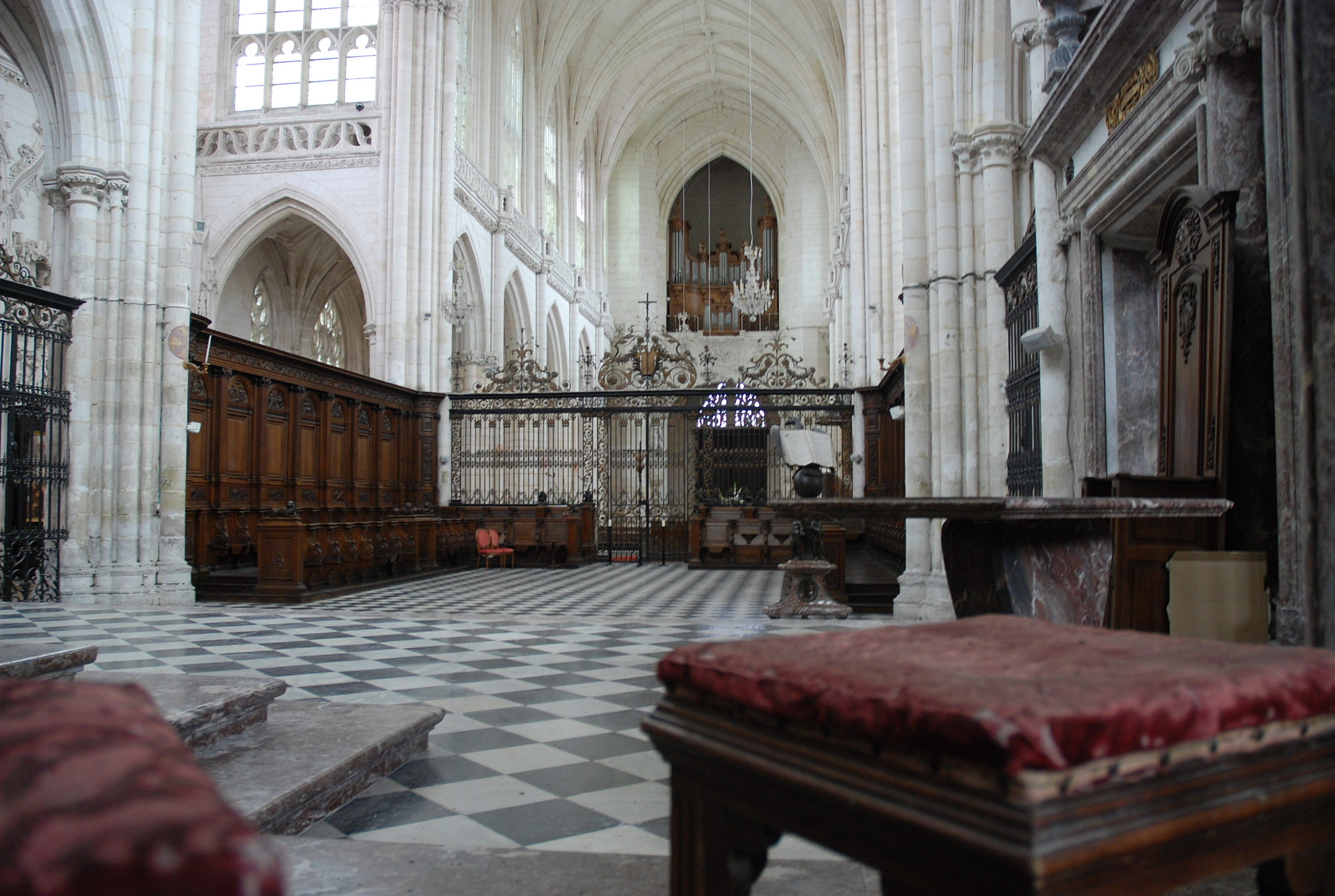
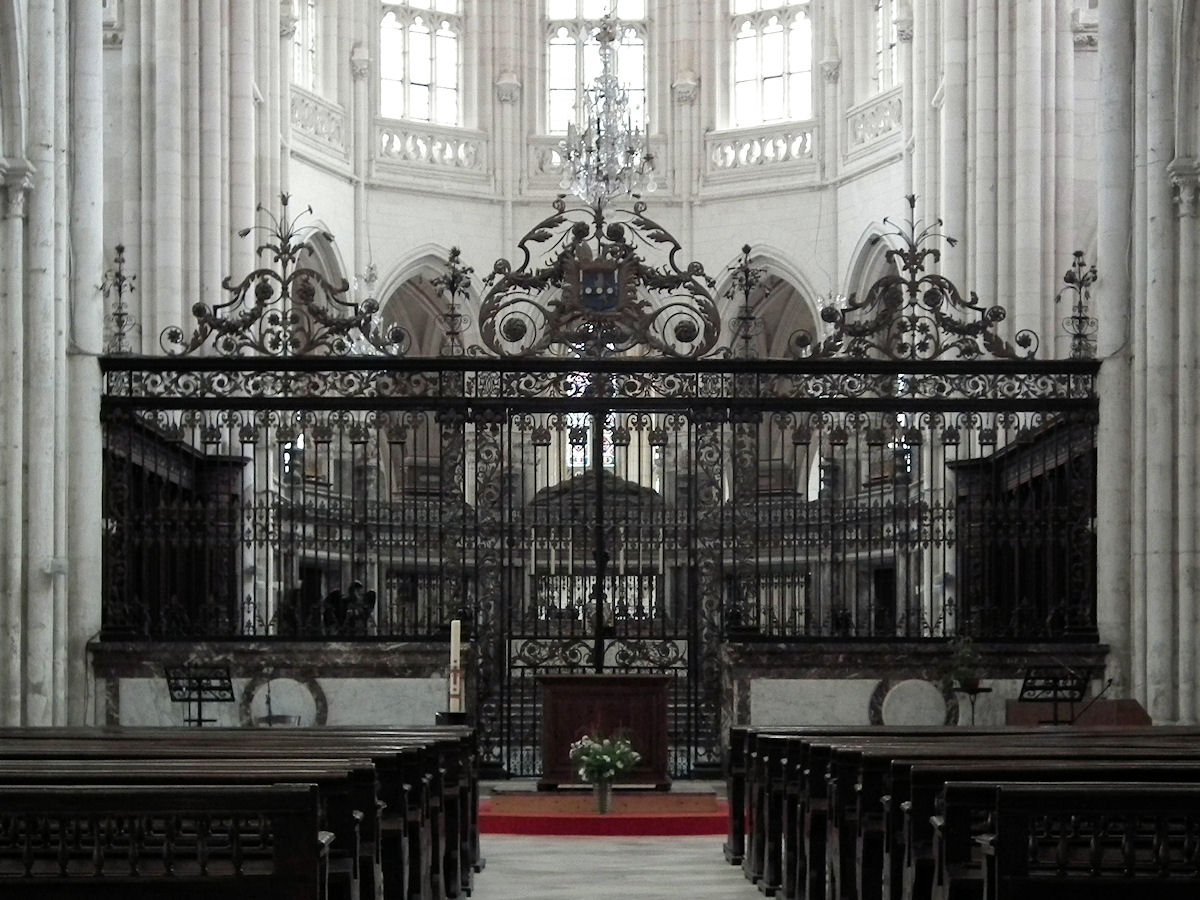
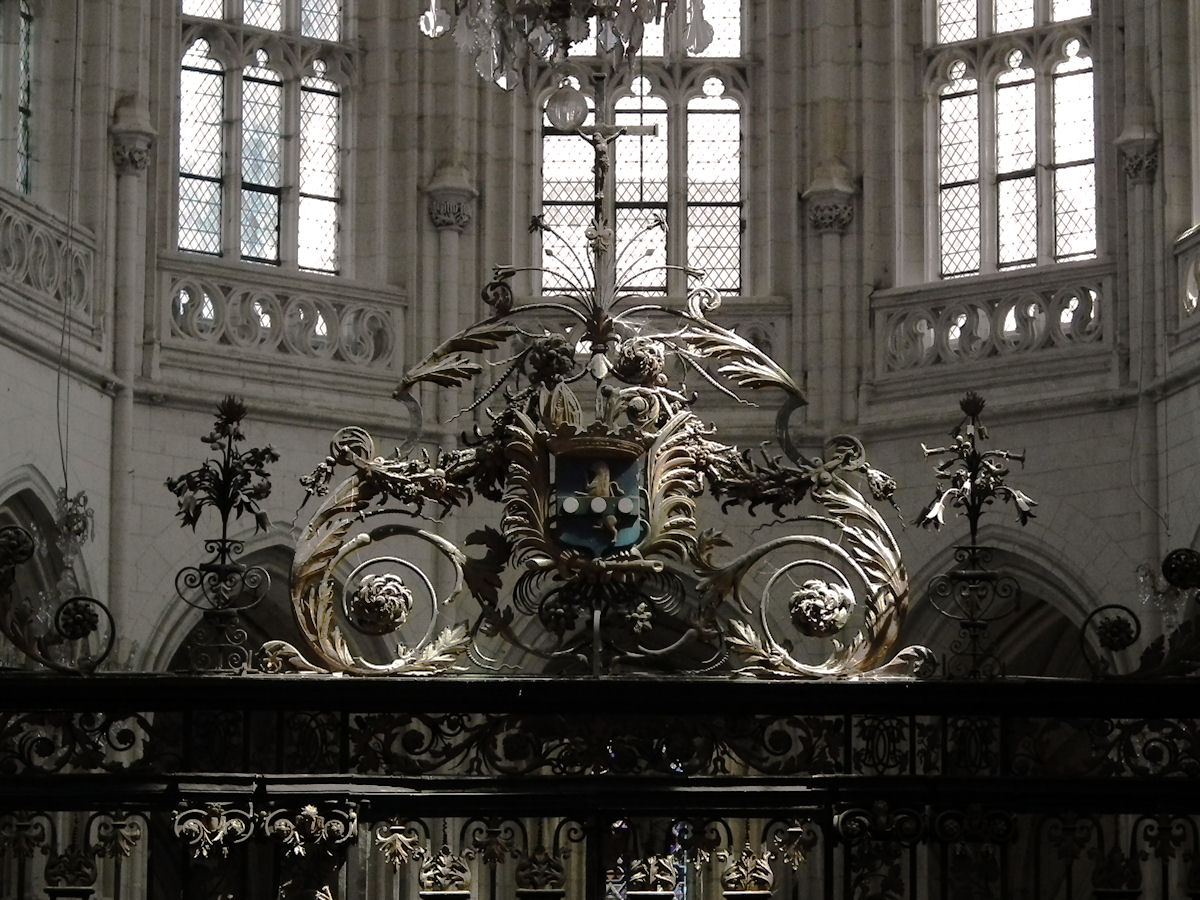
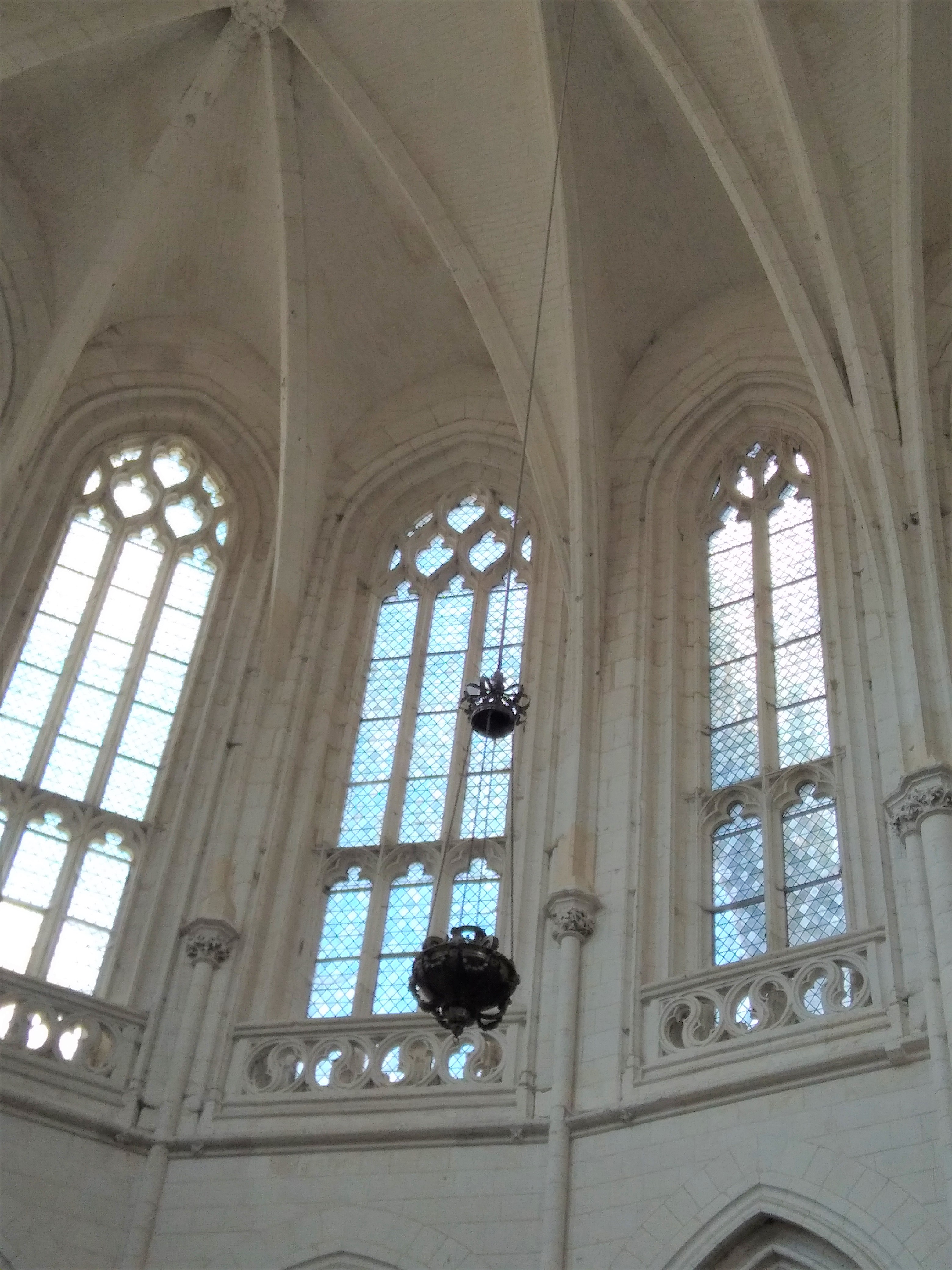

### Déambulatoire et chapelles rayonnantes
Les chapelles rayonnantes ont toutes reçu la même décoration : boiseries de chêne sculptées laissant place à un tableau et une grille de fer forgé.

#### Chapelle de la Vierge
La chapelle axiale dédiée à la Vierge est plus grande que les autres chapelles. Elle est formée de trois travées qui possèdent une voûte retombant sur des culs de lampe richement sculptés et polychromes. On y distingue Samson luttant contre un jeune lion, la Présentation de Marie, l’Annonciation, la Visitation, la Nativité, l’Annonce aux bergers, l’Adoration des Mages, La Présentation de Jésus au Temple, la Fuite en Égypte, le Couronnement de la Vierge, la Vierge apparaissant à un navire au milieu des flots, un homme jouant avec un singe… Sous les culs de lampe, se trouve une série de statues : Sainte Agnès, Saint-Paul, Sainte Marguerite, Marie, mère de Jacques, Sainte Catherine, une statue de sainte polychrome, Sainte Cécile, Marie-Madeleine, Sainte Marthe, Marie l'Égyptienne, Saint-Pierre, Sainte Apolline. L’autel à la romaine du XVIIIe siècle est en lumachelle surmontée d’une statue de la Vierge due aux Frères Duthoit (1862). Deux toiles, dépôt de l’État, complètent la décoration de cette chapelle : Vision de sainte Philomène (Salon de 1846) de Louis Ducornet, et une copie de la Flagellation du Titien.

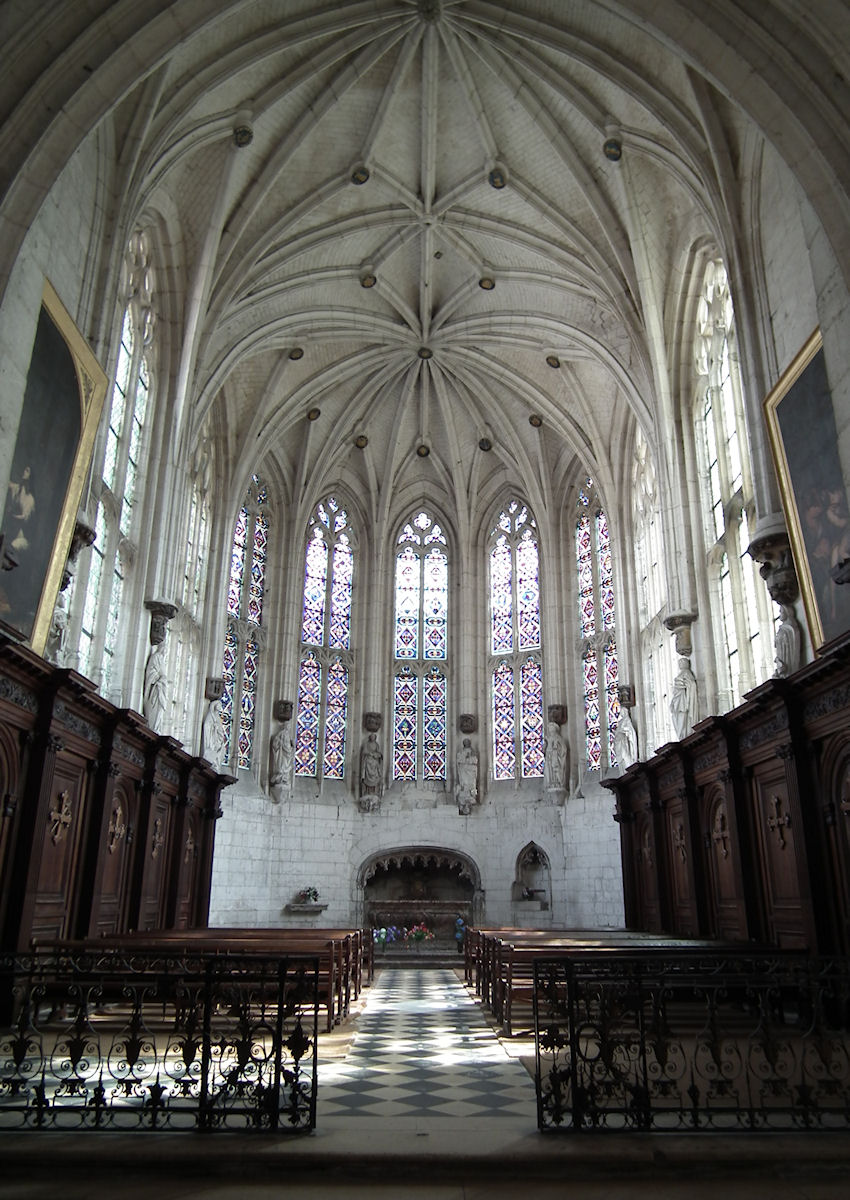
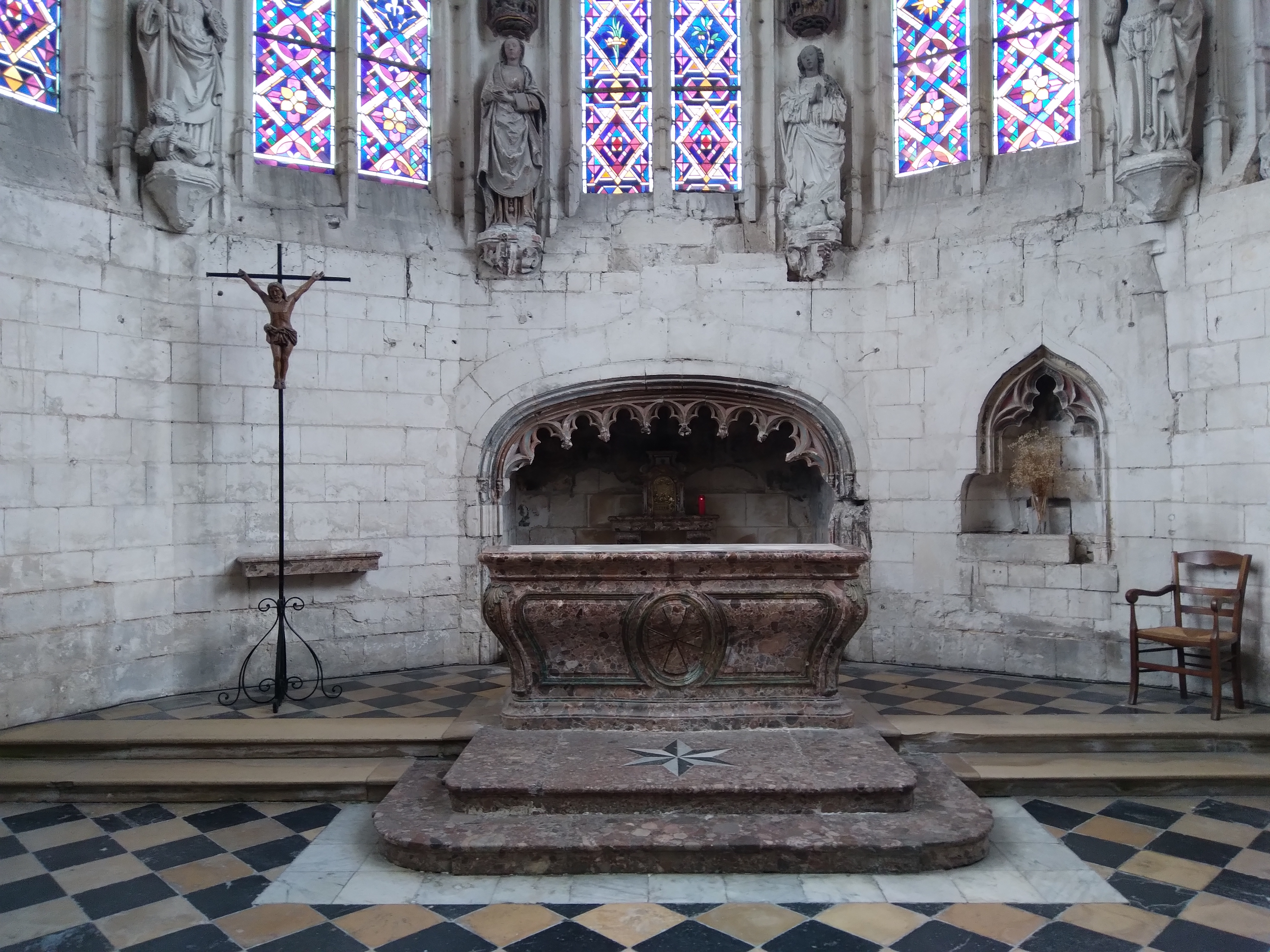
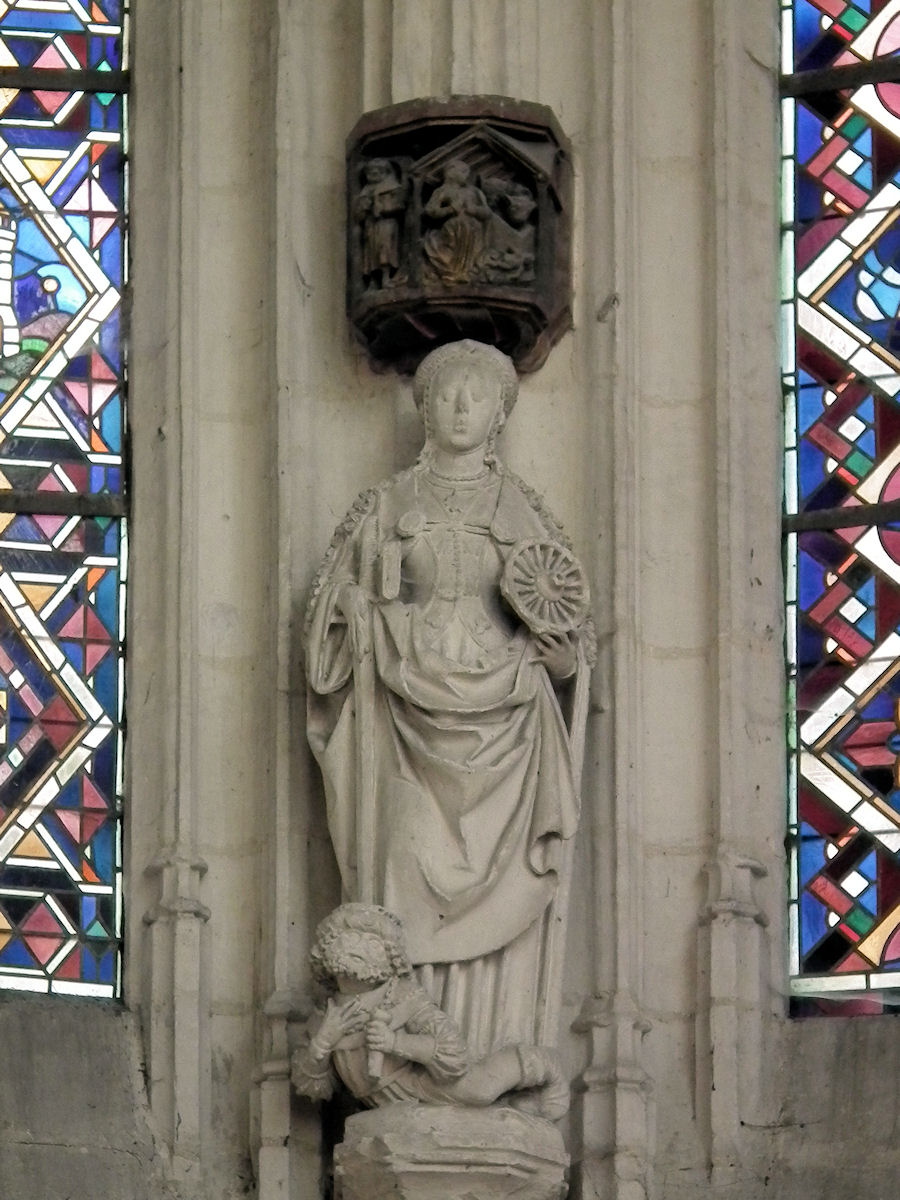
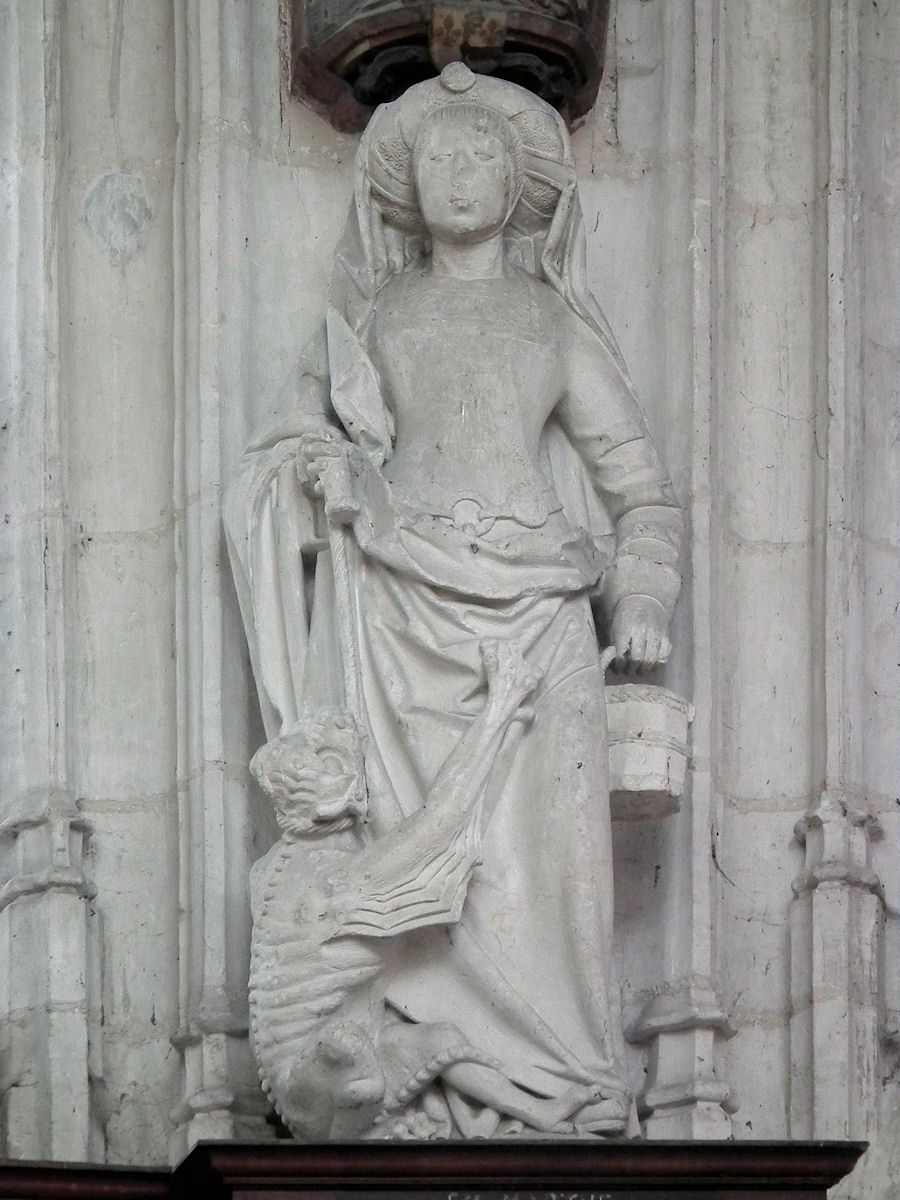
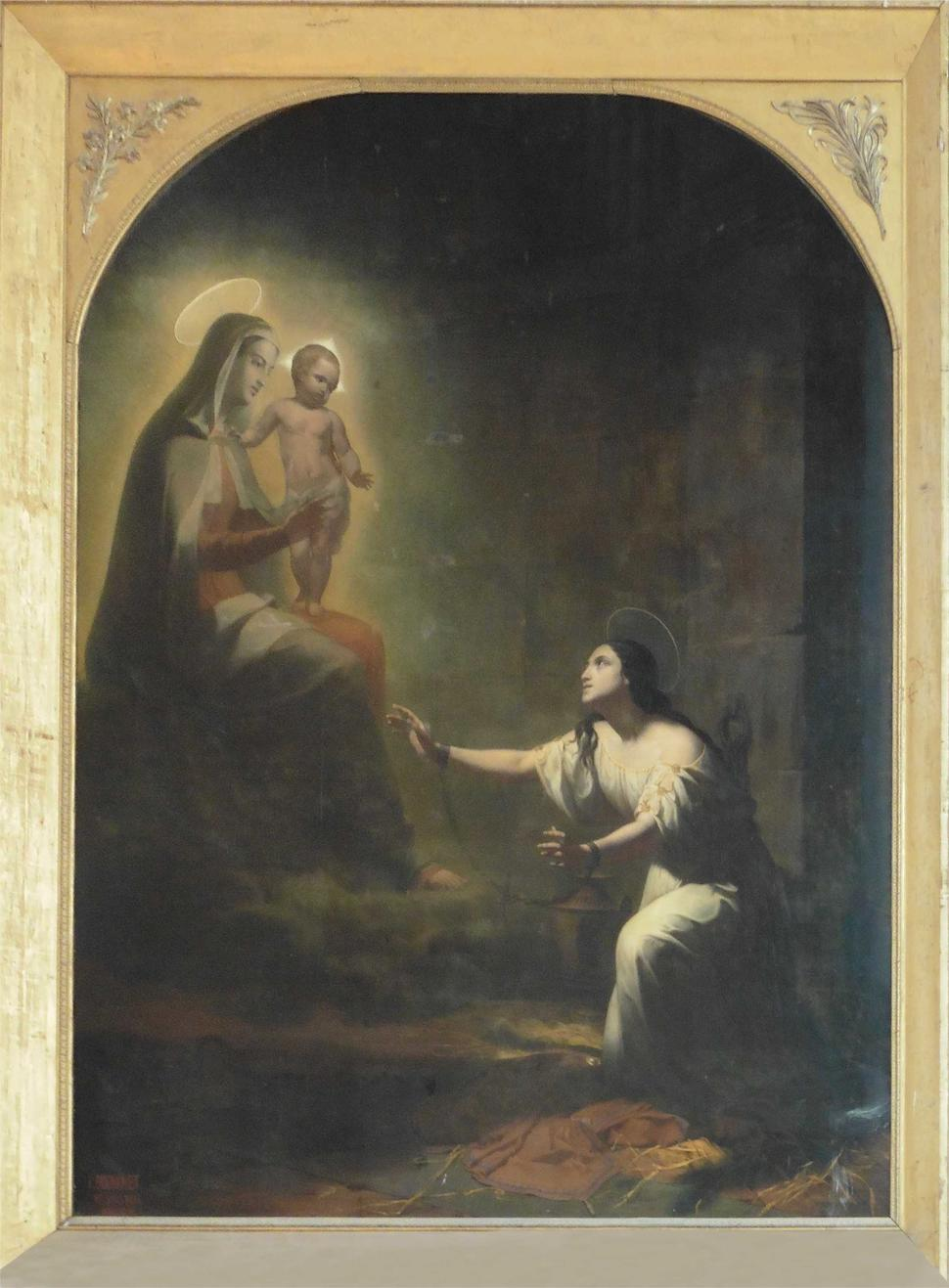

#### Chapelle Saint-Pierre
Sur le côté nord du déambulatoire, à partir de la chapelle axiale, on rencontre d'abord la chapelle dédiée à saint Pierre. On peut y voir les statues de saint Pierre, saint Riquier, le Christ ressuscité, saint Thibaut, le Christ sauveur du monde, saint Pierre, Saint-Paul, saint Jacques le Majeur. Le tableau du retable est de Claude Guy Hallé, il représente Jésus donnant à saint Pierre les clefs du ciel et date de 1690, classé monument historique au titre d'objet, le 25 mai 1907.
Une Trinité en bois polychrome et le soubassement du tombeau mutilé de Jean de Bruges décédé en 1522 complètent le décor de cette chapelle.

#### Chapelle Saint-Benoît
Antoine Paillet a peint le tableau du retable qui représente L’Oblation de saint Maur et de saint Placide enfants, entre les mains de saint Benoît. Il daterait de 1690.

#### Chapelle Saint-Gervin
Le tableau  du retable de 1712 de Louis de Silvestre orne cette chapelle. Il représente L’Invention du corps d’Angilbert par Saint Gervin, classé monument historique au titre objet, le 25 mai 1907.

#### Chapelle Saint Angilbert
Cinq statues en pierre polychrome reposant sur des culs de lampe formés chacun d’un angelot, sont abritées par un dais flamboyant. Ce sont des exemples remarquables de la sculpture picarde du début du XVIe siècle. Elles proviennent de l'ancienne église paroissiale Notre-Dame abandonnée après la Révolution au profit de l'abbatiale sauvée de la vente en tant que bien national par son nouveau statut d'église paroissiale. On reconnaît, sainte Véronique, sainte Hélène, saint Benoît, saint Vigor et saint Riquier. Un tableau représentant Saint Angilbert recevant l’habit religieux de Symphorien, abbé de Saint-Riquier est de Bon Boullongne et date de 1690.

#### Chapelle Saint-Michel
Située dans la travée la plus à l'est sous la tribune, sa décoration est faite de boiseries de chêne sculpté. Le retable de l'autel de cette chapelle est composée d'un tableau de Louis de Silvestre, daté de 1712, saint Michel terrassant le démon.

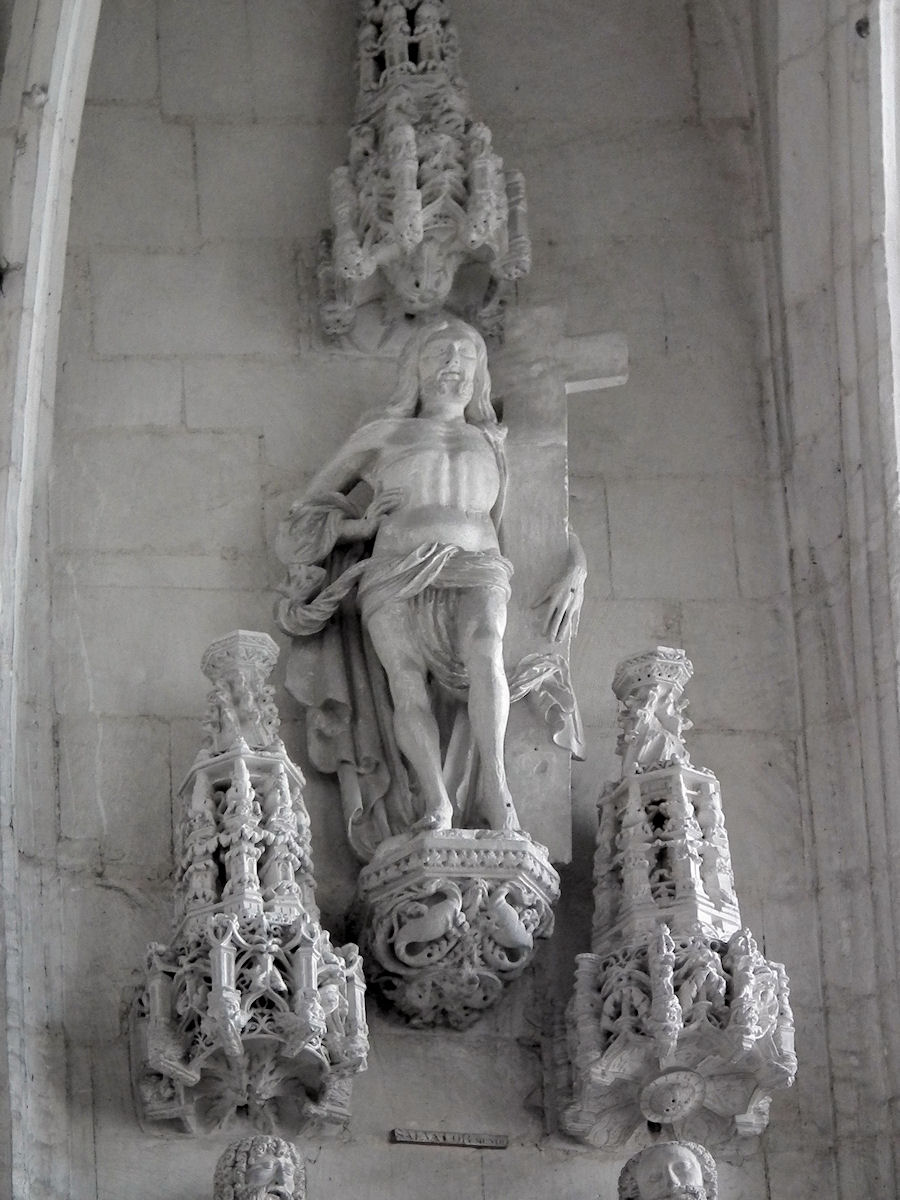
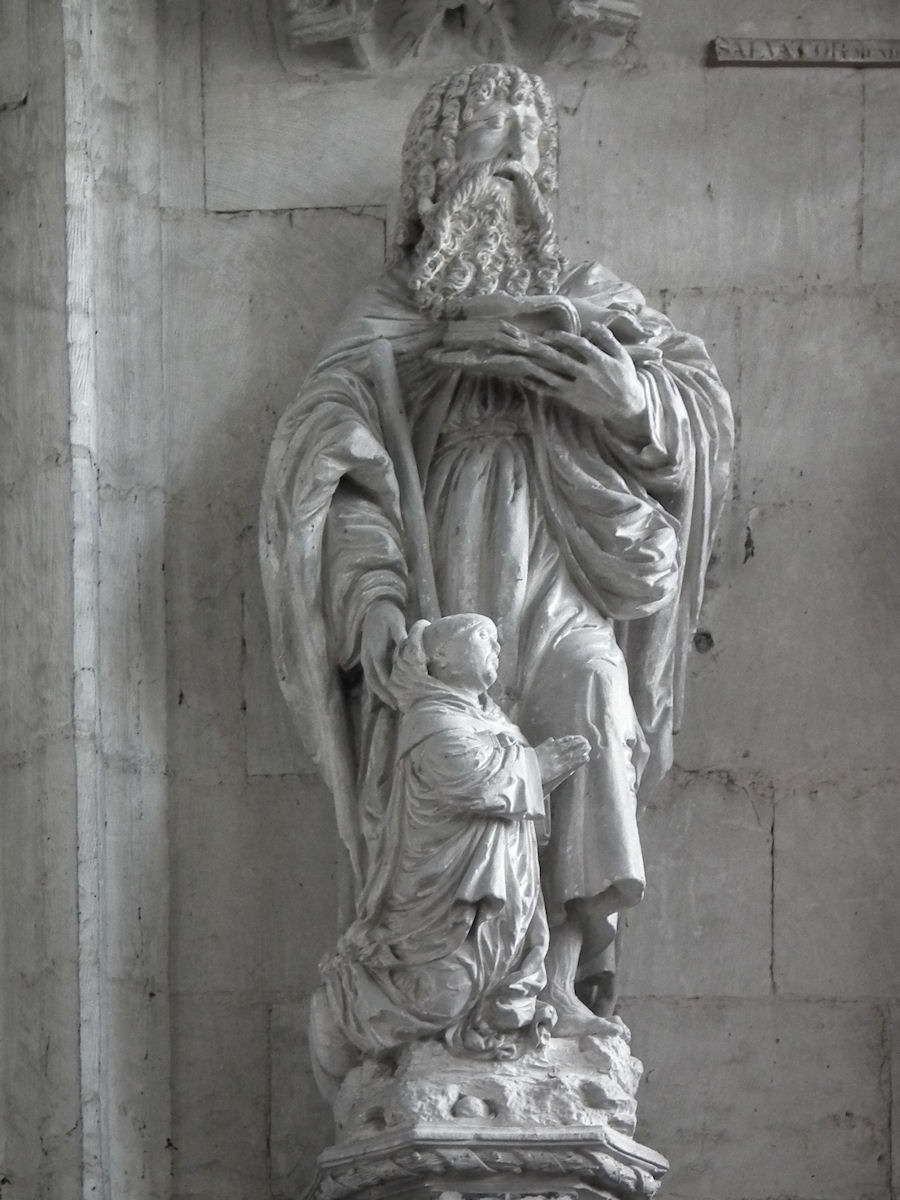
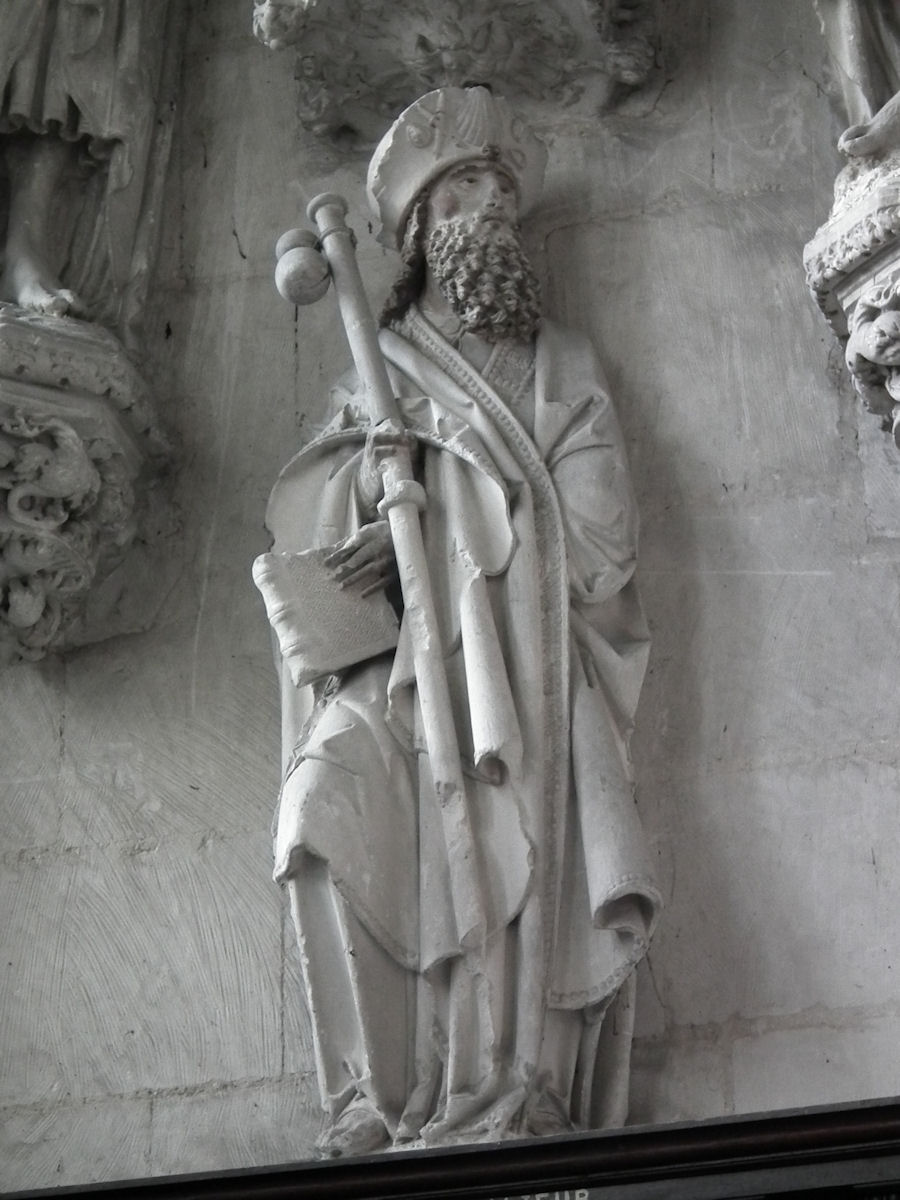
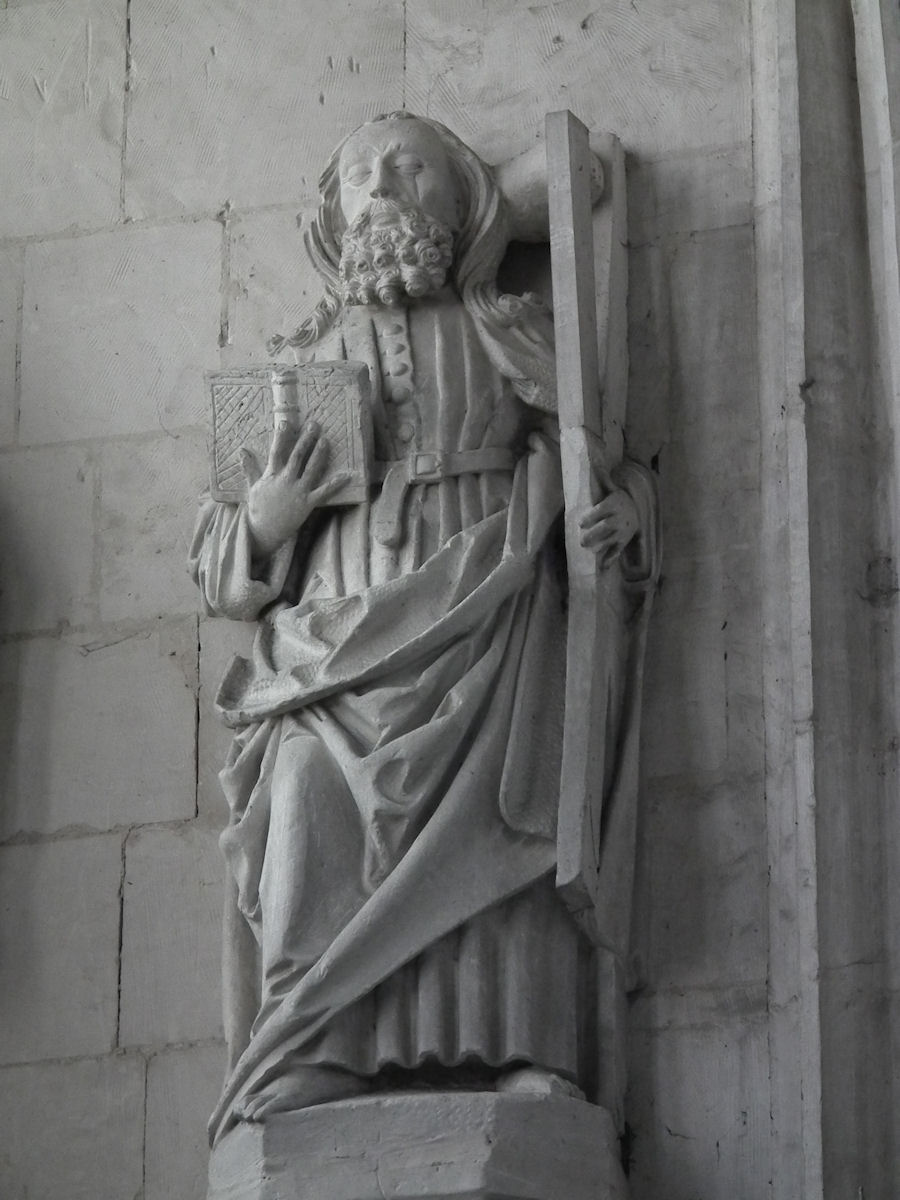
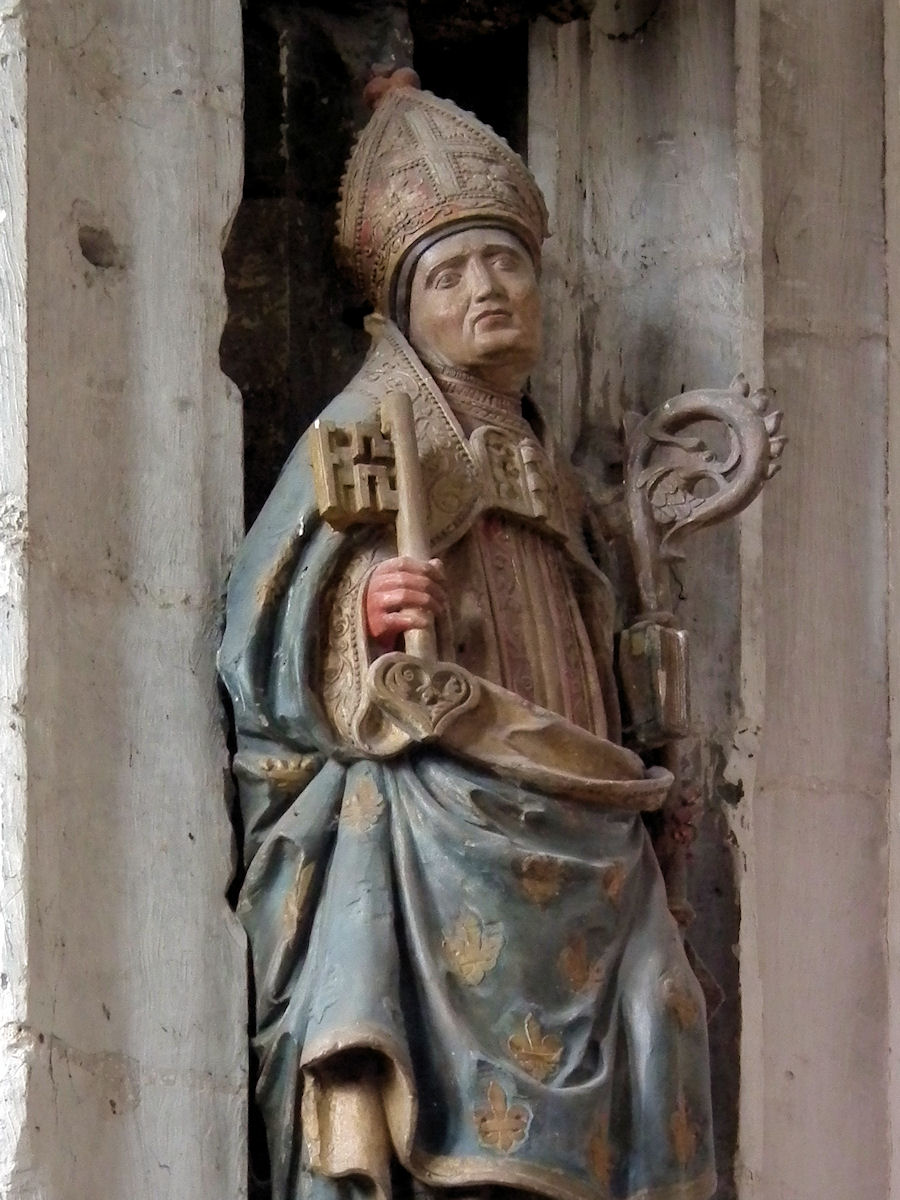
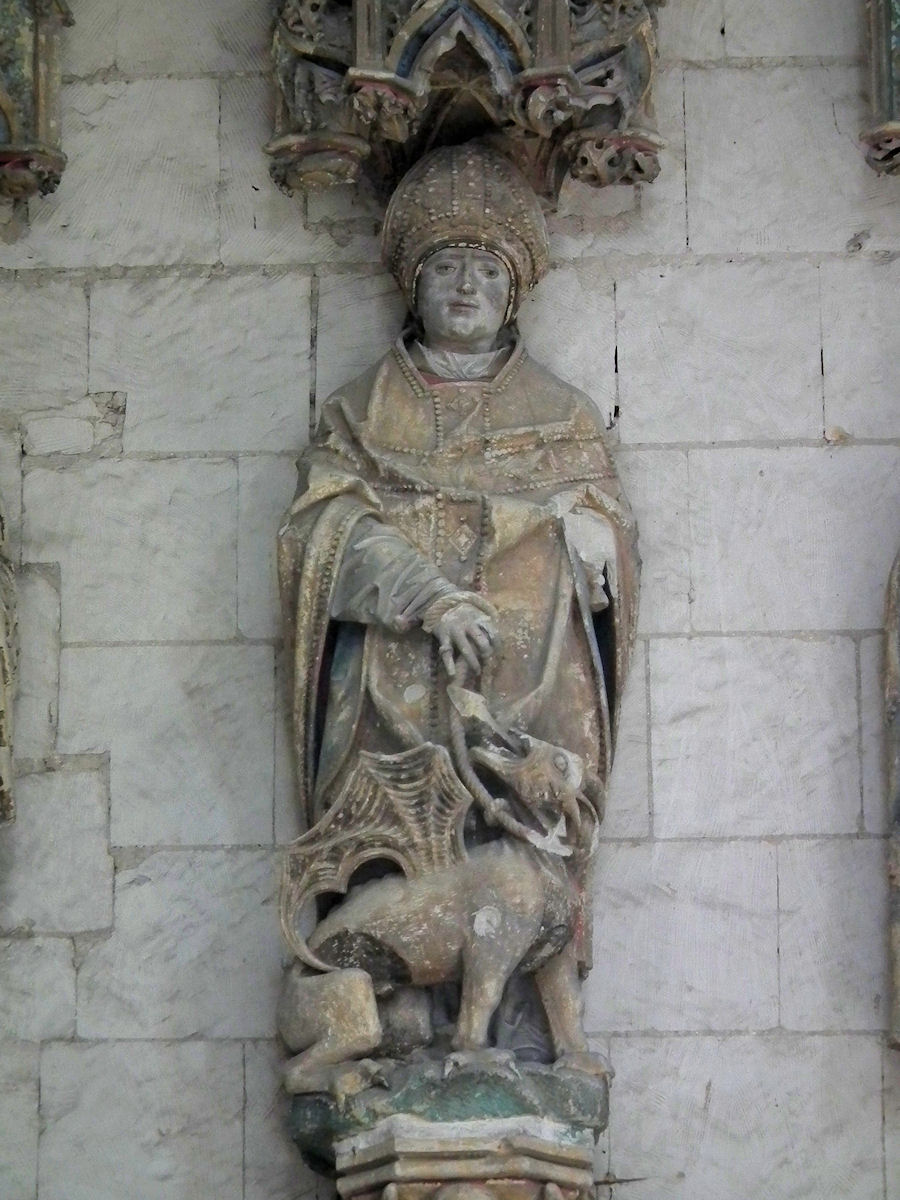
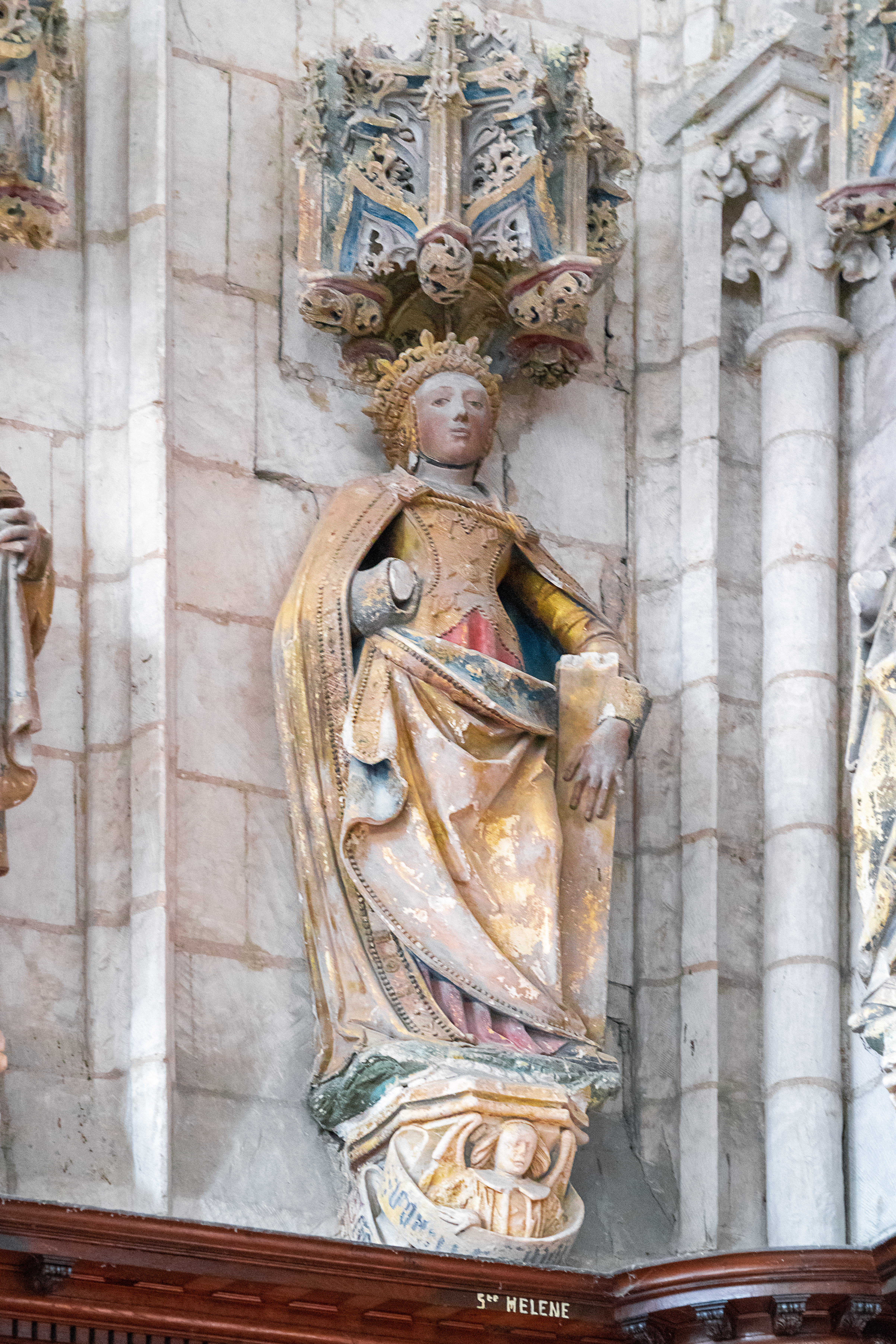
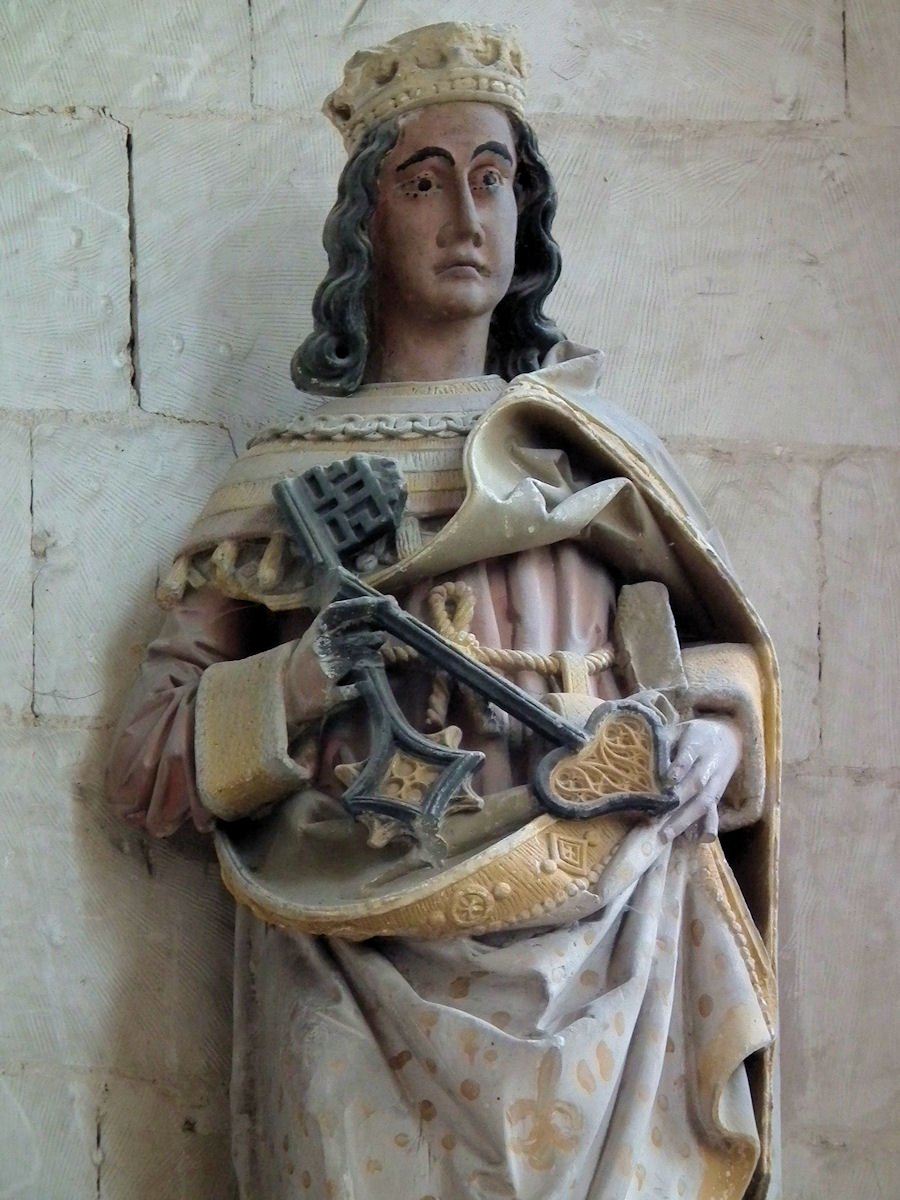

#### Chapelle  Saint-Jean-Baptiste
Sur le côté sud du déambulatoire, à partir de la chapelle axiale, on rencontre la chapelle dédiée à saint Jean-Baptiste. On peut voir dans cette chapelle un tableau d’Antoine Coypel, Le Baptême du Christ datant de 1690 : classé monument historique au titre objet, le 25 mai 1907.

#### Chapelle Saint-Marcoul
Les statues de saint Marcoul, saint Riquier, sainte Barbe et saint André ornent la chapelle ainsi que le tableau du retable représentant Louis XIV guérissant les scrofuleux en compagnie de Saint-Marcoul œuvre de Jean Jouvenet ayant remporté le prix du concours de 1690.

#### Chapelle Saint-André
Avant la Révolution, ce n’était qu’un passage entre l’église et la salle capitulaire. Il fut transformé en chapelle en 1822. Un tableau de Nicolas-Bernard Lépicié de 1771 orne le retable ; il représente le Crucifiement de Saint-André.

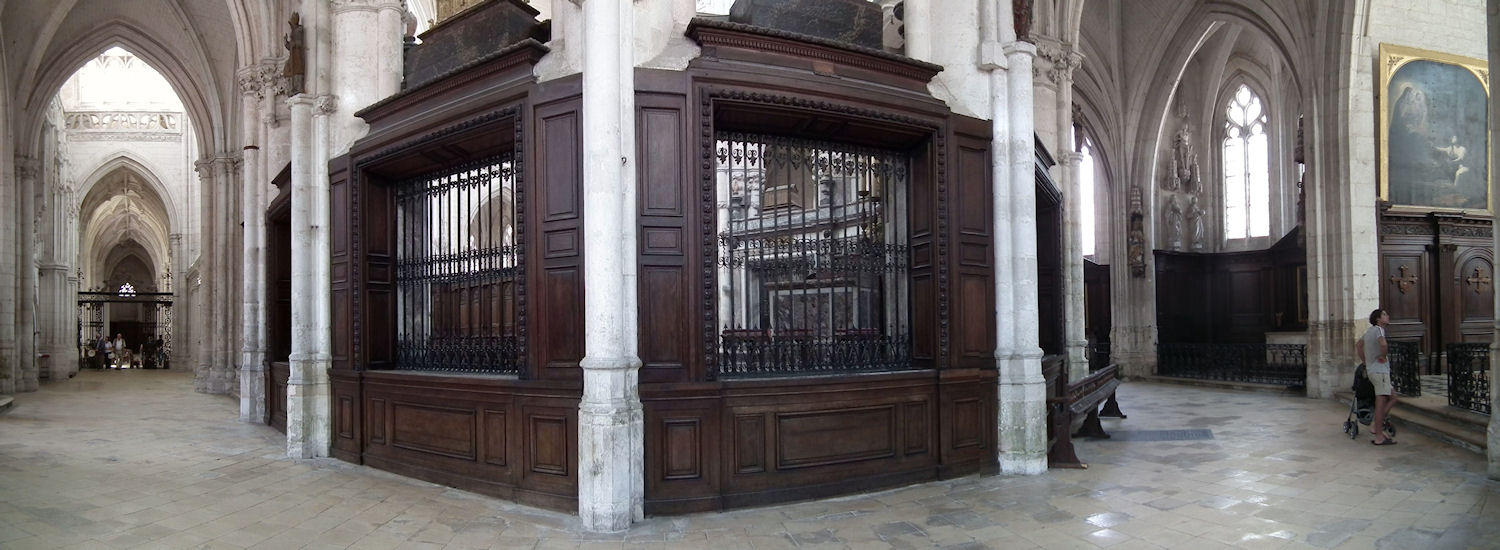
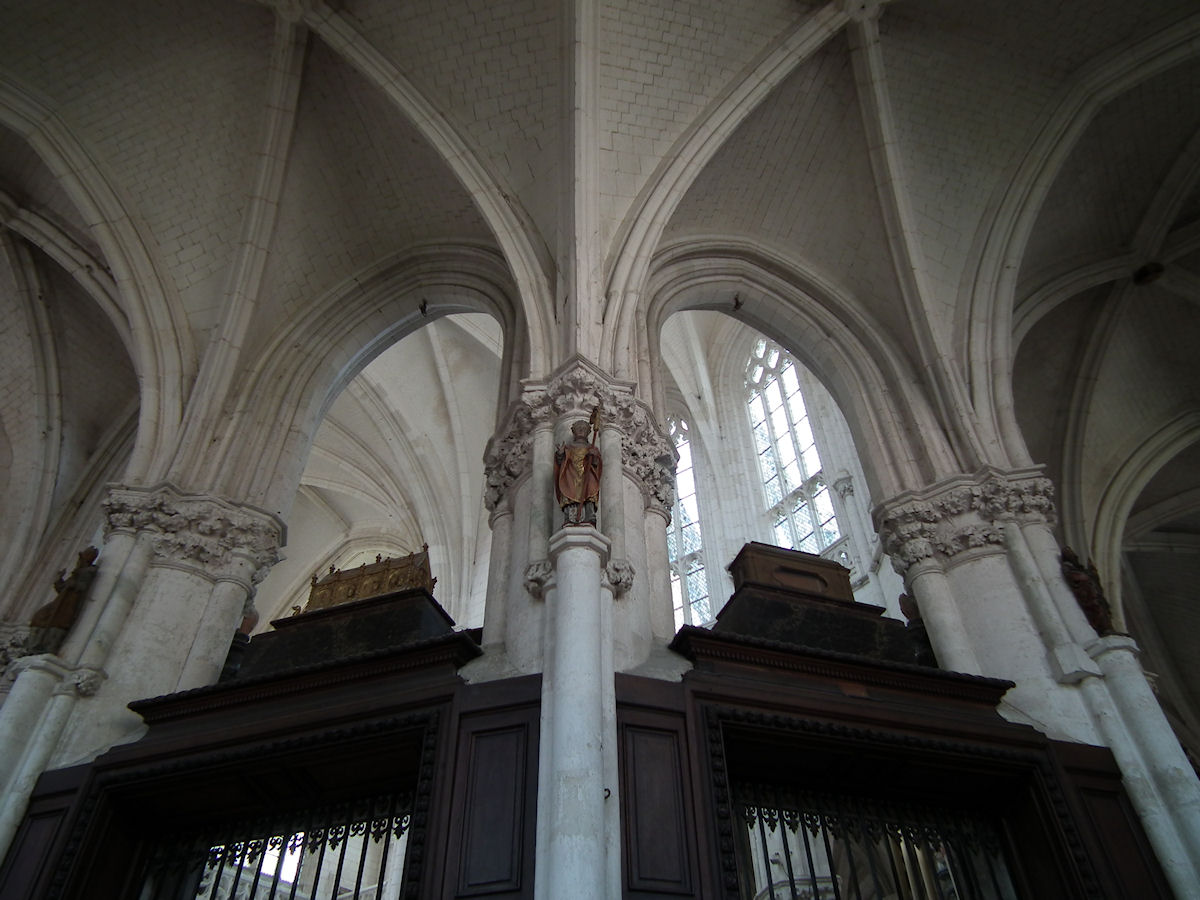

## Salle du Trésor
On accède à la Trésorerie par un escalier qui aboutit à un vestibule situé au-dessus de la travée orientale du cloître. Les deux travées de la Trésorerie sont couvertes de voûtes à multiples nervures qui reposent sur des culs de lampe sculptés. Les murs sont percés de deux fenêtres flamboyantes. Près de la porte, une statue de Saint-Riquier et une statuette de Saint Fiacre datent du XVIe siècle. Le long de la première fenêtre, est sculpté sur le meneau un grand Christ en pierre sa croix figurée par un tronc d'arbre enroulé dans un ruban. De chaque côté de la fenêtre la Vierge et Saint-Jean complètent le décor de ce qui fut antérieurement un retable. On remarque également une piscine surmontée d'un Saint Eustache traversant un fleuve entre deux enfants emportés par un loup et un lion.
Deux belles peintures murales du XVIe siècle sont les pièces maîtresses de cette salle :

### Le Dit des trois morts et des trois vifs
Le Dit des trois morts et des trois vifs se compose de deux tableaux:
- Premier tableau: trois jeunes cavaliers à la chasse au faucon. Ils sont terrorisés par l'apparition de...

- Deuxième tableau: ...trois morts en décomposition qui s'avancent vers un calvaire représentant une Vierge à l'enfant. Ils tiennent à la main, une flèche ailée, une pioche et une pelle.

- Au-dessous une peinture relate l'histoire du recouvrement du corps de Saint-Riquier par Hugues Capet.

Ces trois scènes sont légendées en ancien français.

### Saint-Riquier et Saint-Marcoul
- première peinture: Philippe Wallois agenouillé devant saint Riquier.

- deuxième peinture: saint Marcoul donnant au roi de France le pouvoir de toucher et guérir les écrouelles

Ces deux peintures sont légendées en latin.

### L'Assomption
Un tableau représentant l'Assomption et complété par un volet en grisaille représentant Marie-Madeleine sont les éléments incomplets d'un retable très certainement (vers 1500).

### Reliquaires, crucifix et autres objets liturgiques
Le trésor de l'abbatiale renferme également d'autres pièces d'un grand intérêt: 
- Crucifix en cuivre du XIIe siècle
- Reliquaire en cuivre doré fin XIIIe
- Reliquaire en cristal de roche monté sur cuivre (XIIIe siècle)
- Deux plaques en cuivre émaillé représentant le Christ en croix, la Vierge et saint-Jean et un ange.
- Boule chauffe-main en cuivre doré (XIIIe siècle)
- Statuettes en bois du XVIe siècle
- Chasubles et voiles de calice brodés, aubes en dentelle flamande (début XVIIIe siècle)
- Bâton de chantre en cuivre argenté ciselé du XVIIe siècle

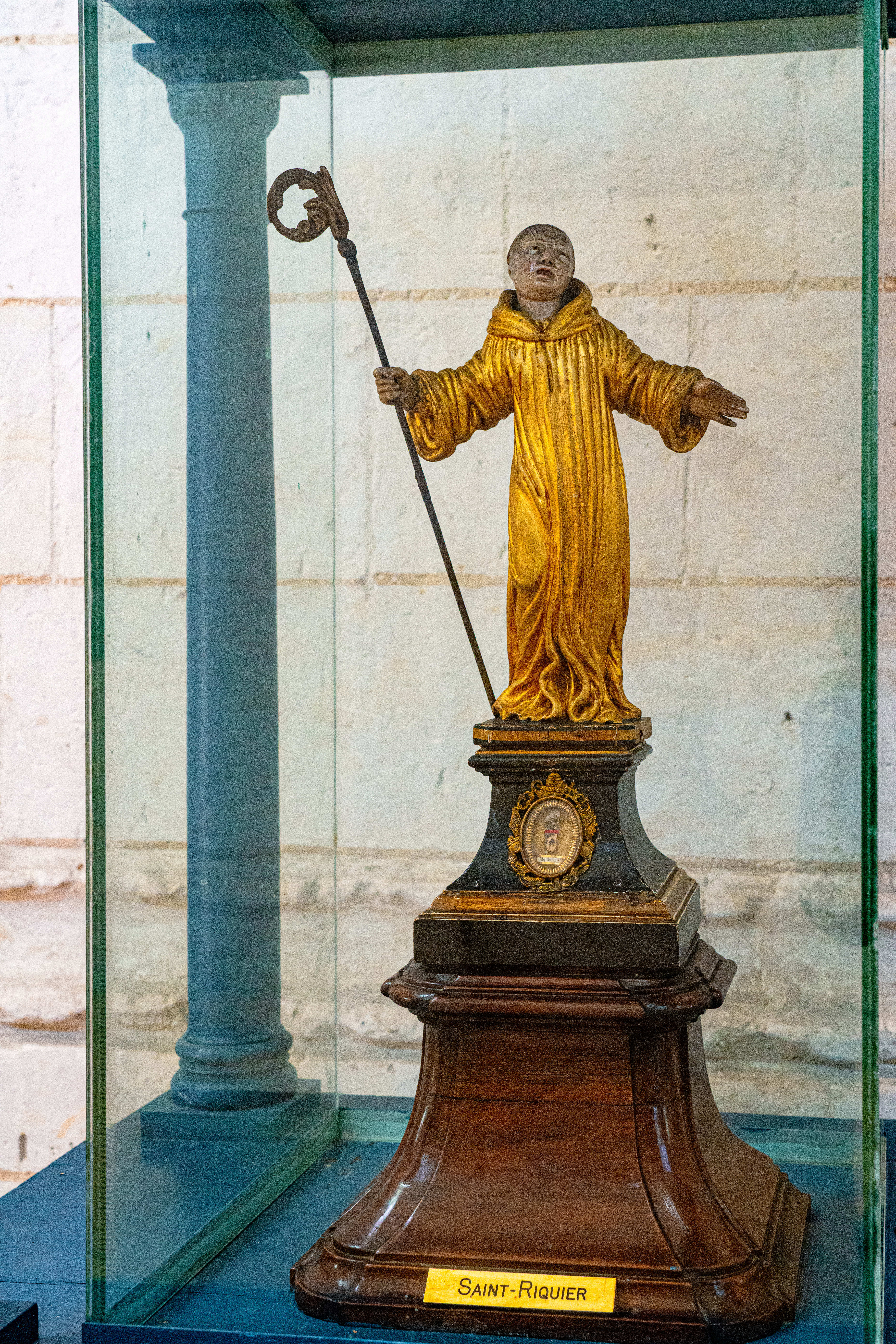
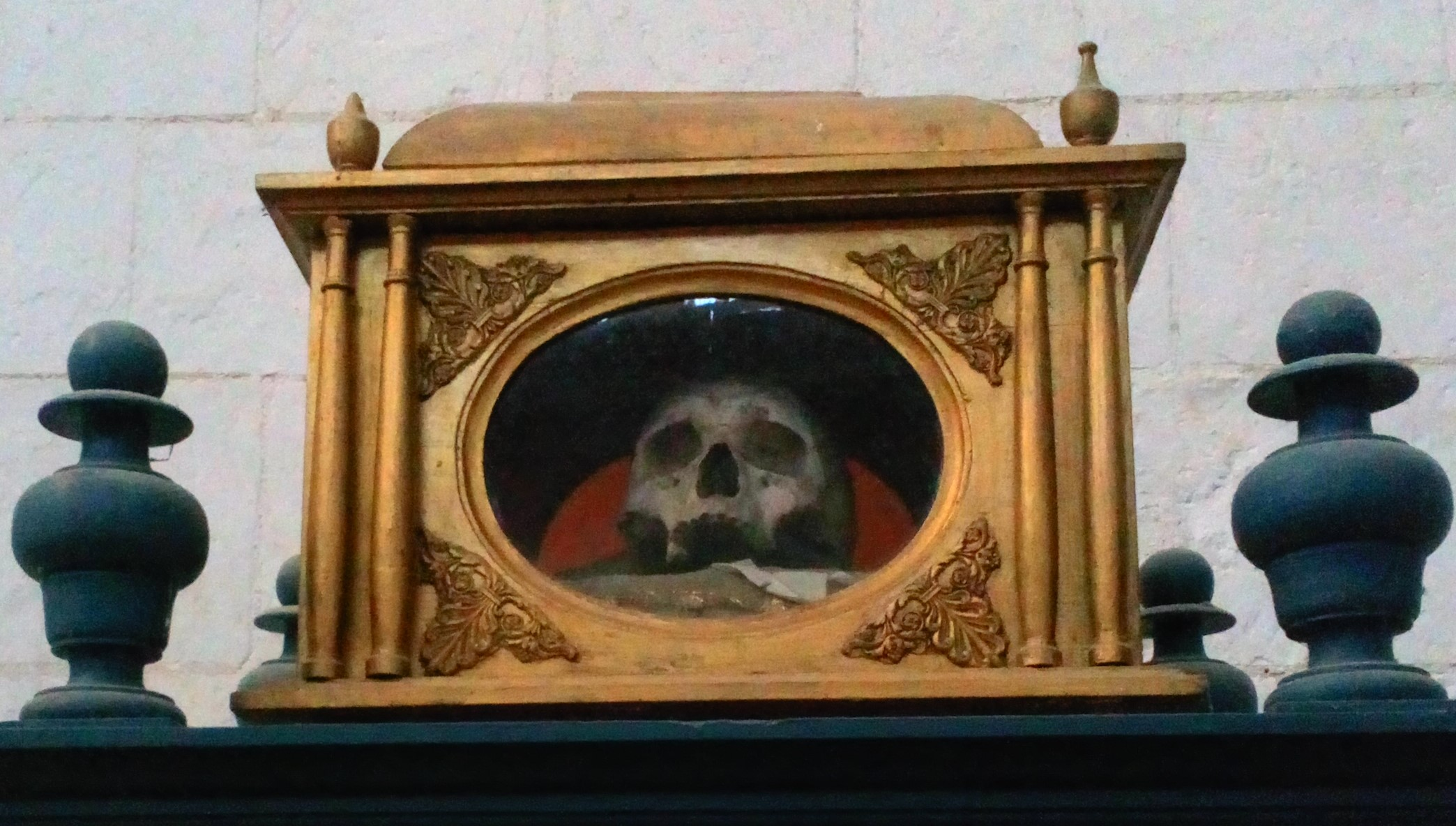
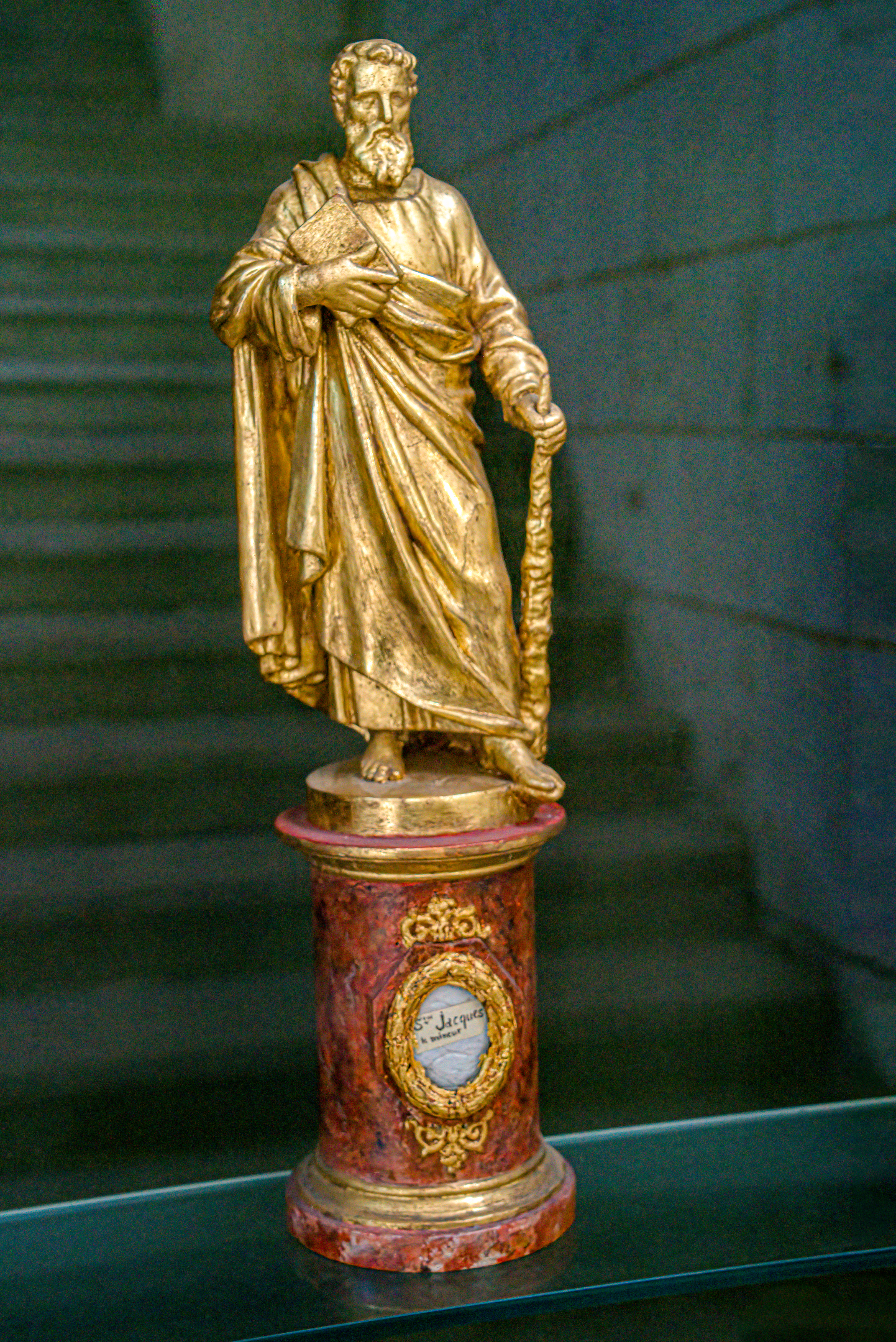

- Crucifix en ivoire du XVIIIe siècle.

## Les cloches
La tour-clocher de l'abbatiale renferme cinq cloches qui ne portent pas de nom. Les cloches ayant été confisquées à la Révolution française, l'abbatiale, devenue église paroissiale, fut dotée d'une cloche provenant de l'ancienne église Sainte-Catherine d'Abbeville, en septembre 1791. C'est aujourd'hui la plus grosse cloche de l'église :
- elle a été fondue de 1760, par Philippe et Florentin Cavillier, fondeurs de cloche à Carrépuis, près de Roye. Elle pèse 1 500 Kg et donne le mi. Elle a été restaurée en l’an 2000 ;
- la suivante, en taille, pèse 360 Kg, elle a été fondue sur place, en 1716, par Philippe Siffait et Louis Le Gay, elle donne le sol. Elle a été restaurée en 2016[14] ;
- Une troisième cloche a été fondue le 10 juillet 1734. Elle mesure 55 cm de diamètre et 40 cm de haut  et donne le ré[15].

Tout en haut du clocher, se trouvent trois timbres d'horloge :
- le plus gros pèse 65 Kg, mesure 56 cm de diamètre pour 40 cm de haut. Il est décoré d'un écu à trois fleurs de lys et de la tête du Christ. Il porte l'inscription « Saint-Riquier 1698 » et donne le sol ;
- le deuxième timbre pèse 40 Kg, mesure 39 cm de diamètre et 32 cm de haut. Il porte le même décor et la même inscription que le premier, il donne le si. Ces deux cloches ont également été restaurées en 2016[14].
- le troisième mesure 26 cm de diamètre, 22 cm de haut et ne porte ni décor, ni inscription. Il donne le si[16].